# Hospitalhof (Gebäude in Stuttgart)

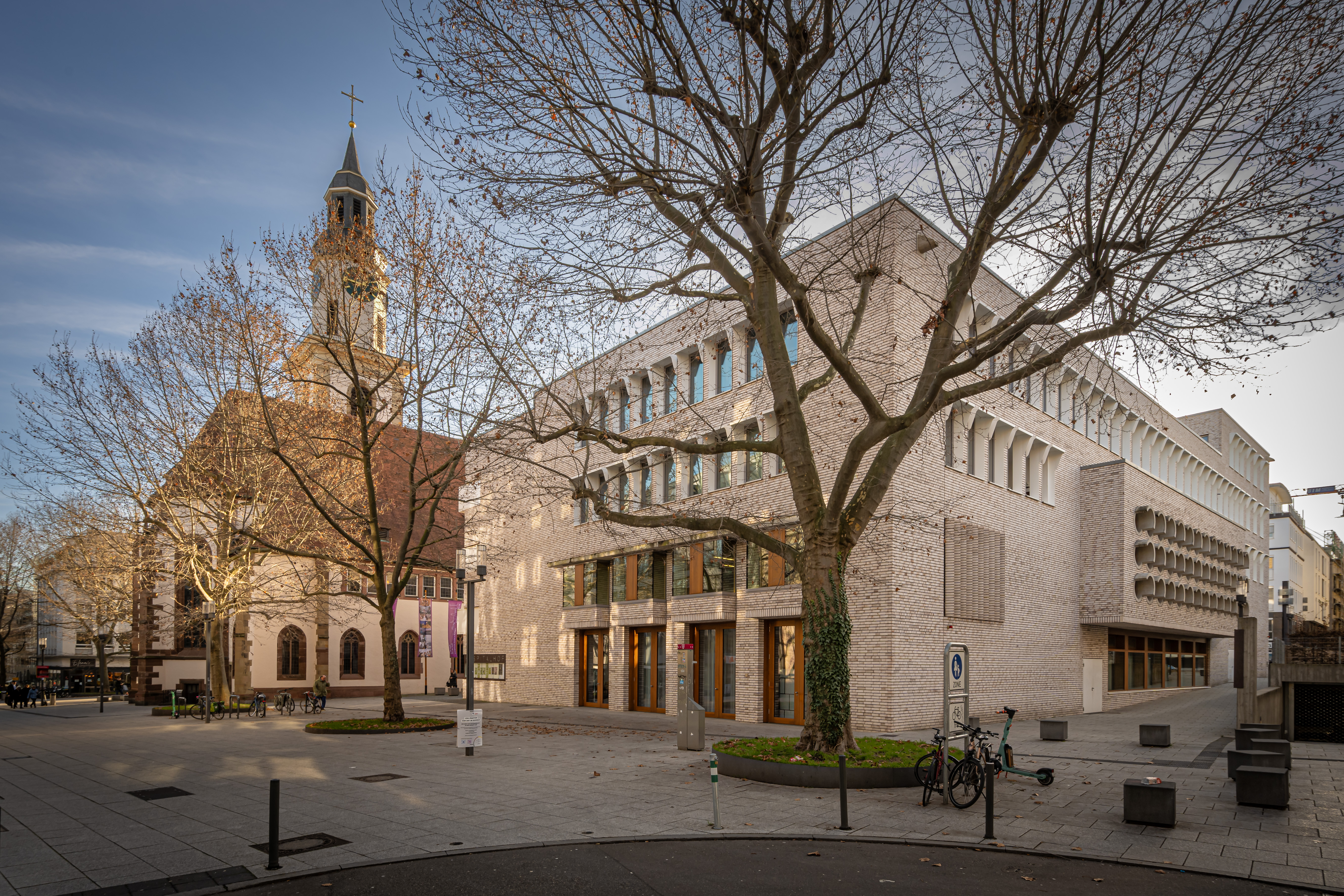
Der Neubau des Hospitalhofs, im Hintergrund die Hospitalkirche

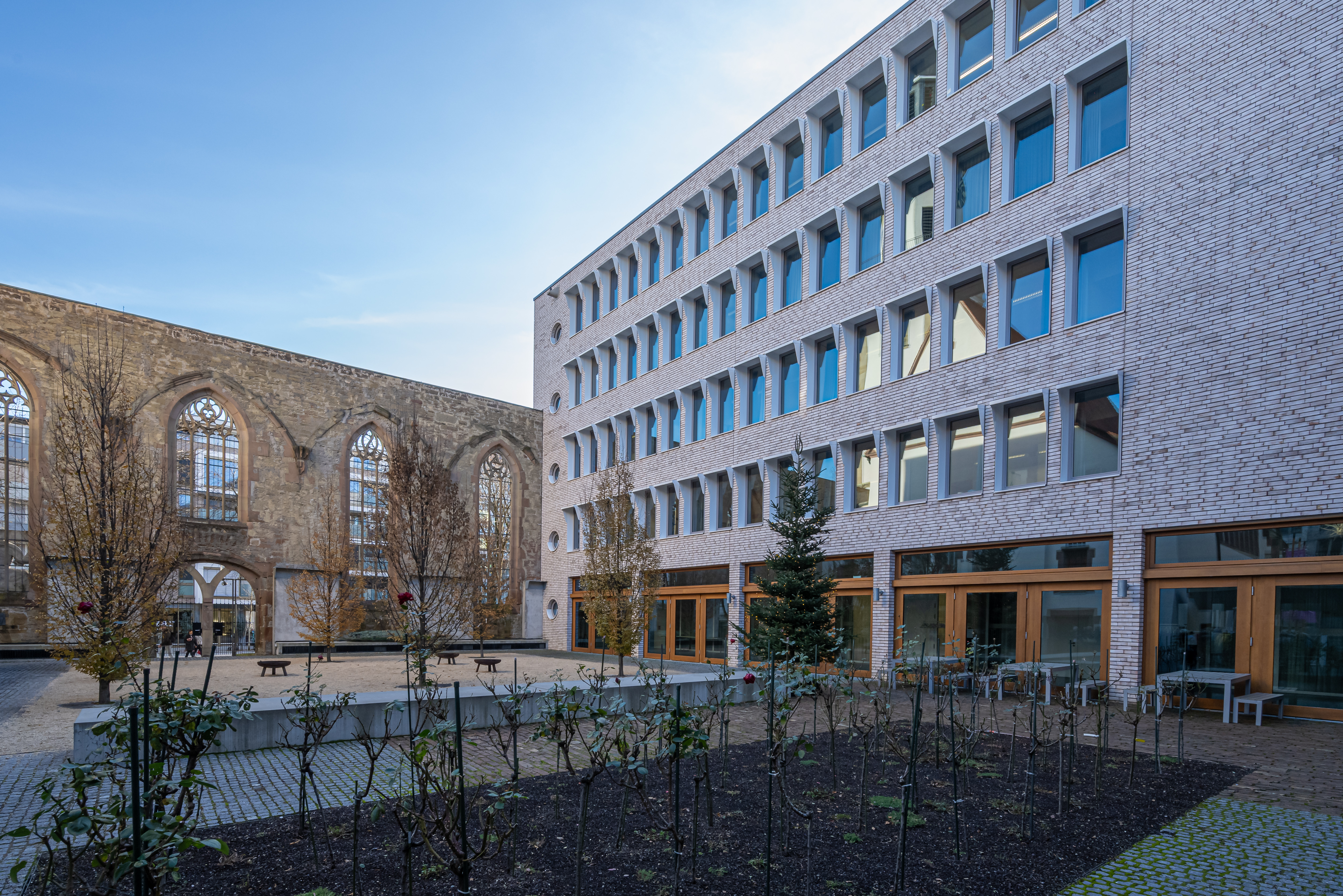
Innenhof, links ein Überrest der Südfassade der Hospitalkirche

Der Hospitalhof (genauere Bezeichnung: Hospitalhof Stuttgart) ist ein Gebäude der Evangelischen Kirche in Stuttgart mit Haupteingang in der Büchsenstraße 33 in Stuttgart-Mitte. Das Gebäude dient als Veranstaltungs- und zugleich als Verwaltungszentrum: Es beherbergt das Evangelische Bildungszentrum Hospitalhof Stuttgart sowie Büros für zahlreiche Dienststellen der Gesamtkirchengemeinde Stuttgart und der Evangelischen Landeskirche in Württemberg.
Das heutige Gebäude des Hospitalhofs wurde 2012–2014 nach den Plänen des Architekturbüros Lederer Ragnarsdóttir Oei (LRO) errichtet. Es ersetzte das vormalige Hospitalhof-Gebäude, das für den Neubau abgerissen wurde. Zur Unterscheidung wird das heutige Gebäude gegebenenfalls als „neuer Hospitalhof“ und das vorige Gebäude als „alter Hospitalhof“ bezeichnet.
Das L-förmige Gebäude des Hospitalhofs und die benachbarte Hospitalkirche umschließen einen Innenhof und bilden zusammen ein Geviert im Hospitalviertel, einem Stadtteil am Westrand der Innenstadt.
Der Hospitalhof wurde auf dem Gelände eines ehemaligen Dominikanerklosters aus dem späten 15. Jahrhundert erbaut, das nach der Säkularisation von 1536 bis 1895 als Hospital genutzt wurde und danach als Polizeigebäude und Gefängnis diente. Nach der Zerstörung im Zweiten Weltkrieg erbaute Wolf Irion (1909–1981) auf dem Grundstück 1960 den alten Hospitalhof.

## Der neue Hospitalhof

### Anlass für den Neubau
im Jahr 1980 begann die Arbeit des neu gegründeten Evangelischen Bildungszentrums Hospitalhof Stuttgart im alten Hospitalhof. Das Gebäude war nicht für den Betrieb eines Bildungs-, Kultur- und Tagungszentrums konzipiert worden. Spätestens 20 Jahre nach der Gründung des Bildungszentrums war klar, dass man ein neues Gebäude brauchte. Im Januar 2012 wurde der alte Hospitalhof geräumt, dann wurde er abgerissen. Am 27. April 2014 wurde der Neubau eingeweiht.

### Besondere Merkmale
Die Architekten Lederer Ragnarsdóttir Oei (LRO) wollten die Abstammung des Hospitalhofs von einem Klostergebäude verdeutlichen und im südlichen Bereich an die ursprüngliche Größe der Hospitalkirche erinnern. Dazu dienten die folgenden Maßnahmen:
- Das Gebäude wurde mit auffällig hellen Ziegeln verkleidet. Das Mauerwerk aus hellen Ziegeln ist eine Reminiszenz an den Charakter der ehemaligen Gebäude.
- Ausrichtung der Gebäudeflügel wie beim ehemaligen Klostergebäude, mit leichter „Verdrehung im Stadtgrundriss“ (siehe unten).
- Die langgestreckten Foyerflächen im Erdgeschoss orientieren sich an den ehemaligen Kreuzgängen.
- Verlängerung des „Torsos der Kirchenwand auf die ursprüngliche Ausdehnung“. Für den Bau des alten Hospitalhofs war die nach den Kriegszerstörungen erhalten gebliebene Südfassade der Kirche um zwei Joche verkürzt worden. Zur „Heilung“ dieser historischen Amputation bauten LRO die verlorenen zwei Joche mit jeweils einem Spitzbogenfenster wieder auf. Damit erhielt die Südwand der Kirche am Hospitalplatz ihre ursprüngliche Länge zurück.
- Im Innenhof erinnern sechs Säulen-Hainbuchen „genau dort, wo früher die Säulen der Kirche waren“, und eine langgestreckte quaderförmige Betonbank an das verlorene Langhaus. Ein Karree von streng gereihten Hochstammrosen in der anderen Hälfte des Hofs lässt Motive des ehemaligen Klostergartens anklingen.

Eine weitere Besonderheit ist die Vielfalt der Fenster (siehe unten).
Die Architekten von LRO lehnen die allgegenwärtigen Glasfassaden ab, weil sie den Menschen das Gefühl geben, sie seien „wieder draußen“, nachdem sie das Gebäude betreten haben. Sie bevorzugen stattdessen konventionelle Lochfassaden aus Ziegelstein, die „uns auf den ersten Blick vertraut“ vorkommen. Eine sparsame Verwendung von Öffnungen mit gezielter Lichtführung trage wesentlich zur Vielfalt und Qualität schöner Räume bei. Geschlossene, gedämmte Fassaden aus Mauerwerk oder Beton sind nach Ansicht von LRO auch preiswerter und haltbarer als Fassaden aus Glas und Metall. Zudem benötigen sie langfristig weniger Aufwand für Pflege und Reparaturen.

### Grundriss
Der L-förmige Grundriss des Neubaus legt sich über den Grundriss des alten Dominikanerklosters. Der langgezogene Gebäuderiegel an der Gymnasiumstraße entspricht dem ehemaligen Westflügel. Er ist rechtwinklig mit einem doppelt so breiten Gebäudeteil verbunden, der über dem ehemaligen Nordflügel und einem Teil des Ostflügels errichtet wurde und durch seine Überbreite auch einen Streifen des ehemaligen Klosterhofs belegt.
„Der neue Hospitalhof greift die inhaltliche und architektonische Verbindung von Kirche und Hospitalhof, ergänzt um das Verwaltungsgebäude wie einst in den Klöstern das Wirtschaftsgebäude, wieder auf. Mit diesem klösterlichen Grundriss des Gesamtgebäudes, den die Architekten Lederer Ragnarsdóttir und Oei leicht versetzt in die Fläche des Areals gedreht haben, ist ein Ort neu definiert, der im besten Sinne ‚aus dem Rahmen fällt‘.“
 Das Klosterviereck lag nicht parallel, sondern leicht verkantet zu den umgebenden Straßenzügen. Die Frage nach dem Warum ist unter Historikern ungeklärt. Beim alten Hospitalhof war die Verkantung an der Gymnasiumstraße etwas geringer. Beim neuen Hospitalhof entschieden sich die Architekten dafür, die ursprüngliche Ausrichtung wiederherzustellen. Wolfgang Bachmann beschreibt die Wirkung so: „Die Fluchten der neuen Gebäudeschenkel sträuben sich gegen das brave Straßenraster ringsum.“

Schemagrundrisse im Vergleich
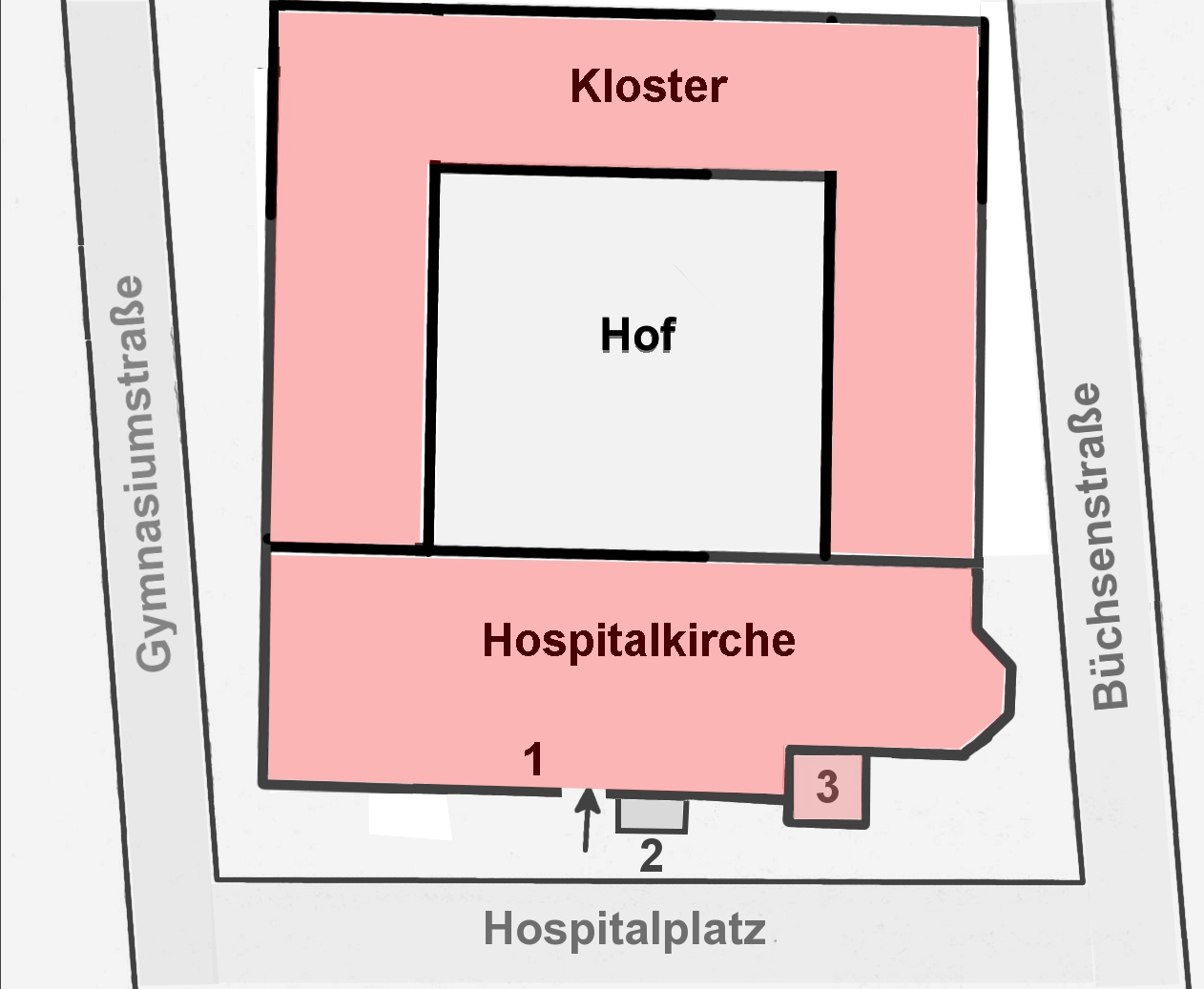
Kirche und ehemaliges Klostergebäude (1917)
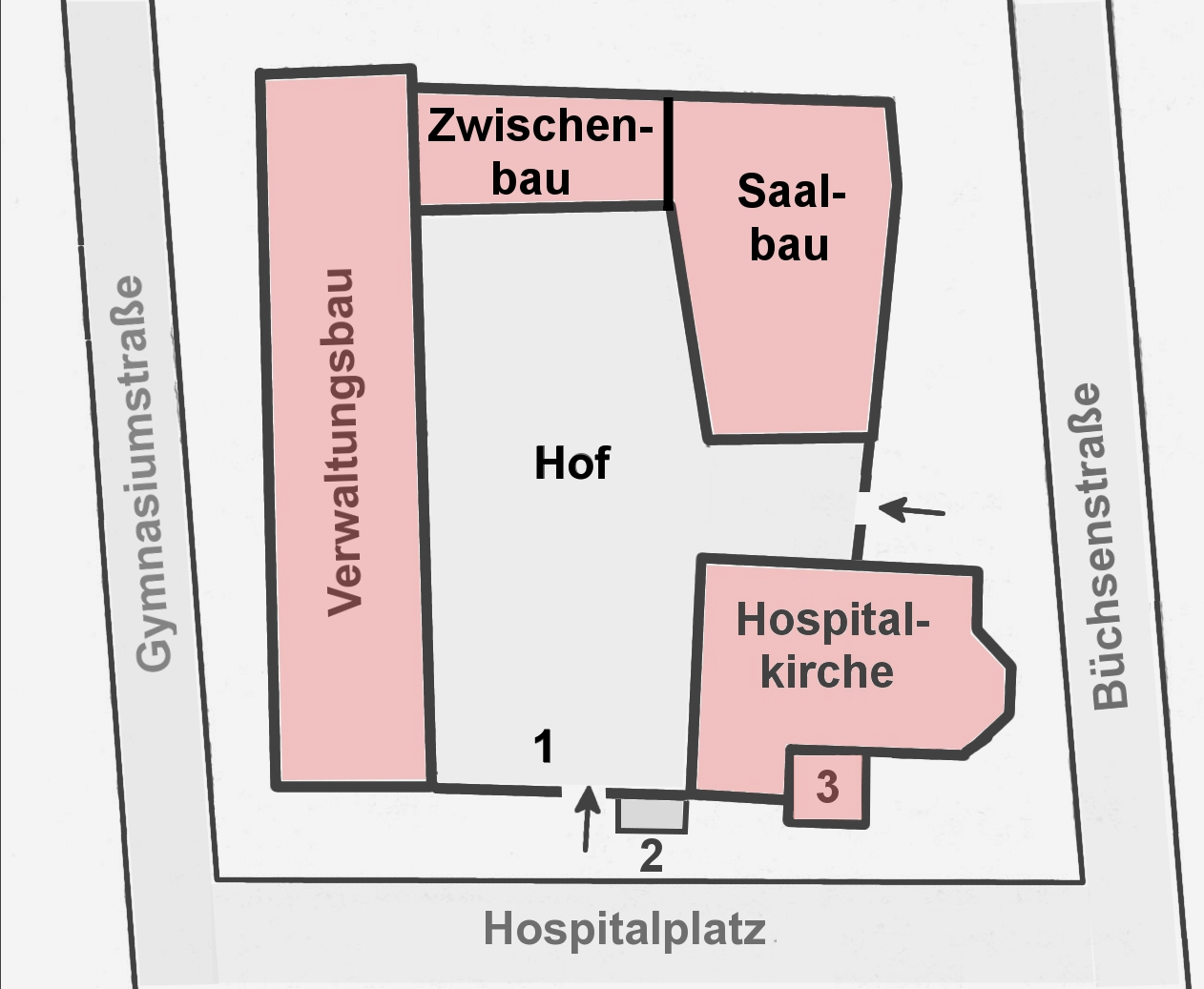
Kirche und alter Hospitalhof (1960)
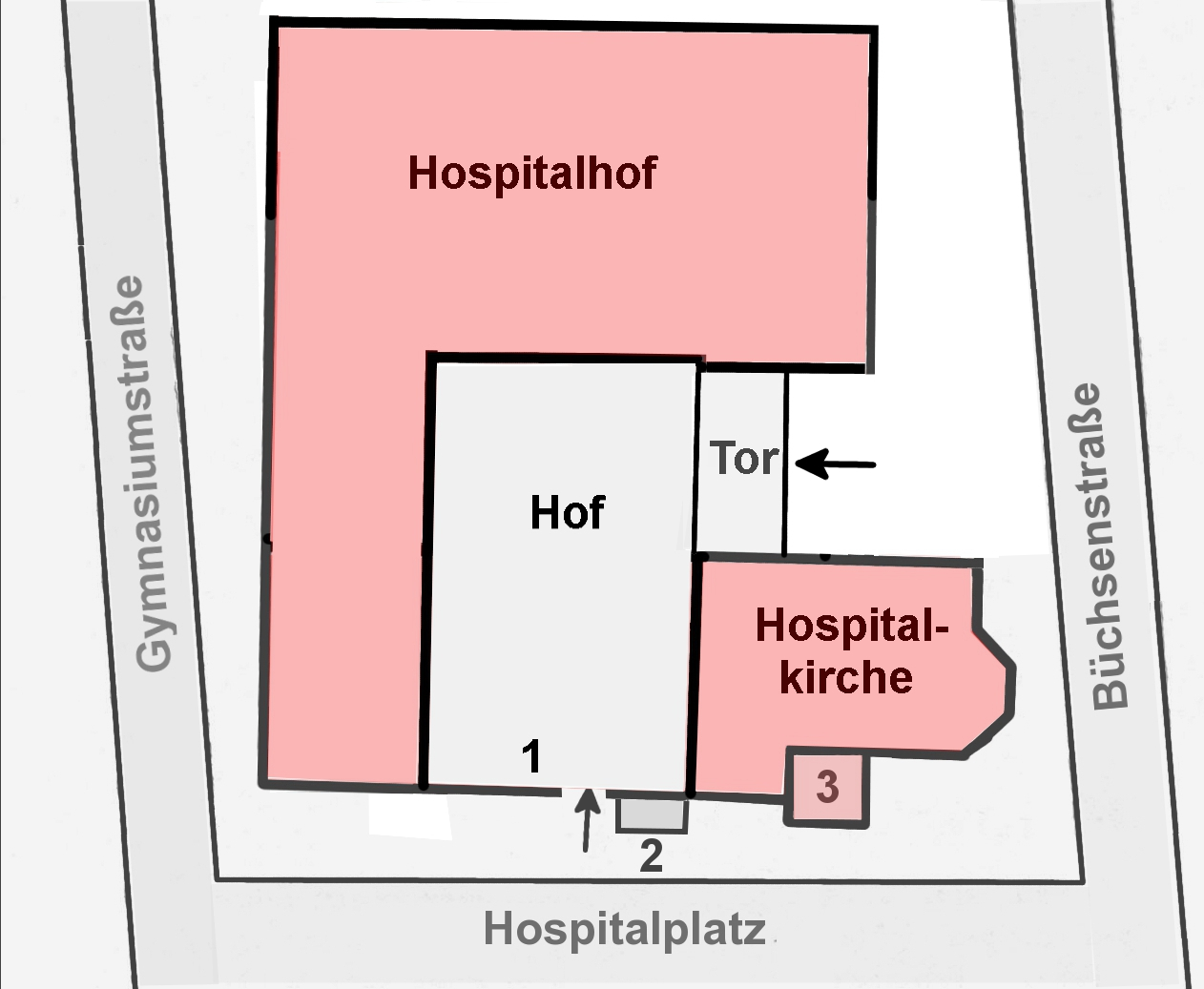
Kirche und neuer Hospitalhof (2014)

### Räume

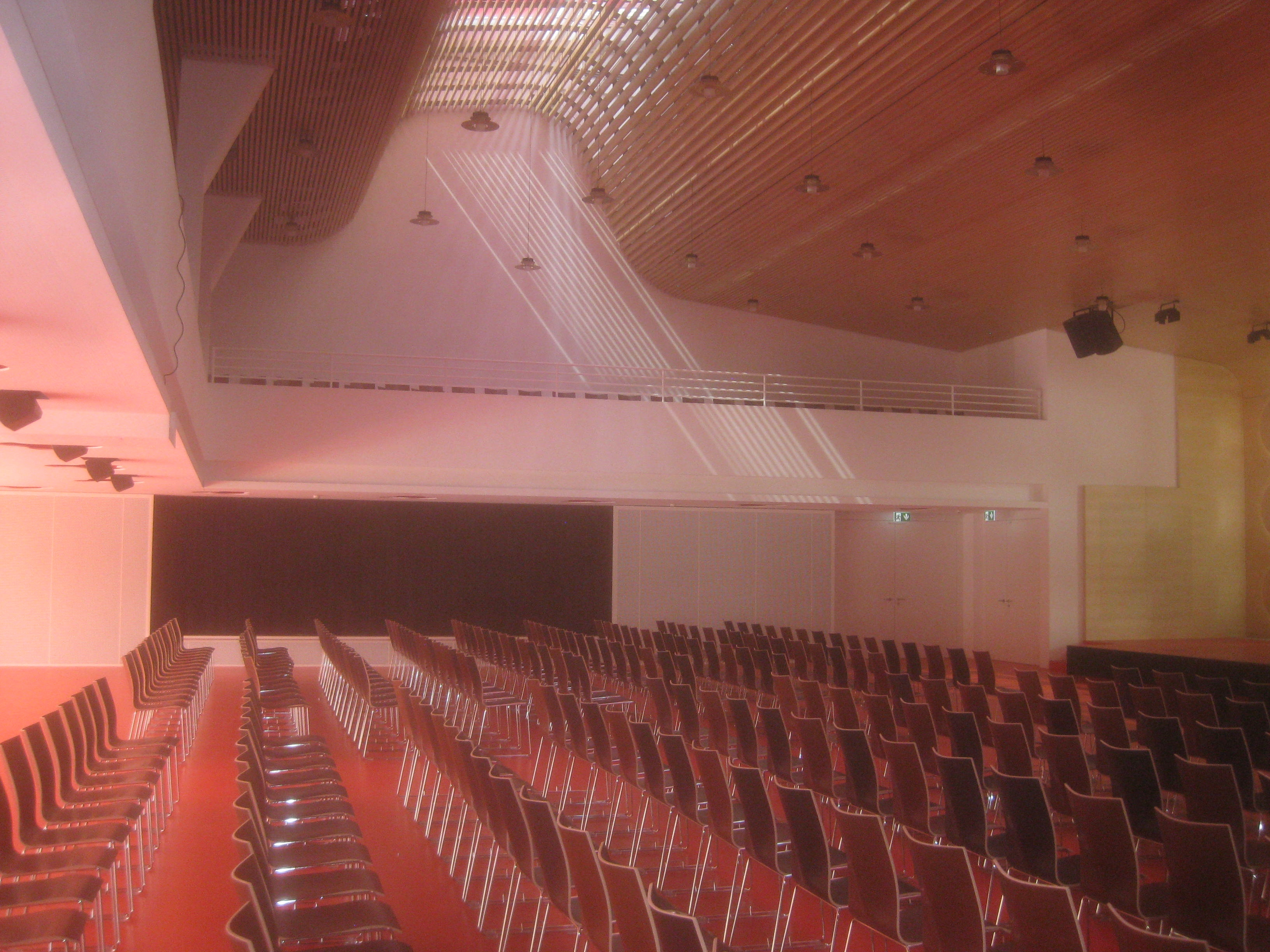
Paul-Lechler-Saal mit Lamellendecke

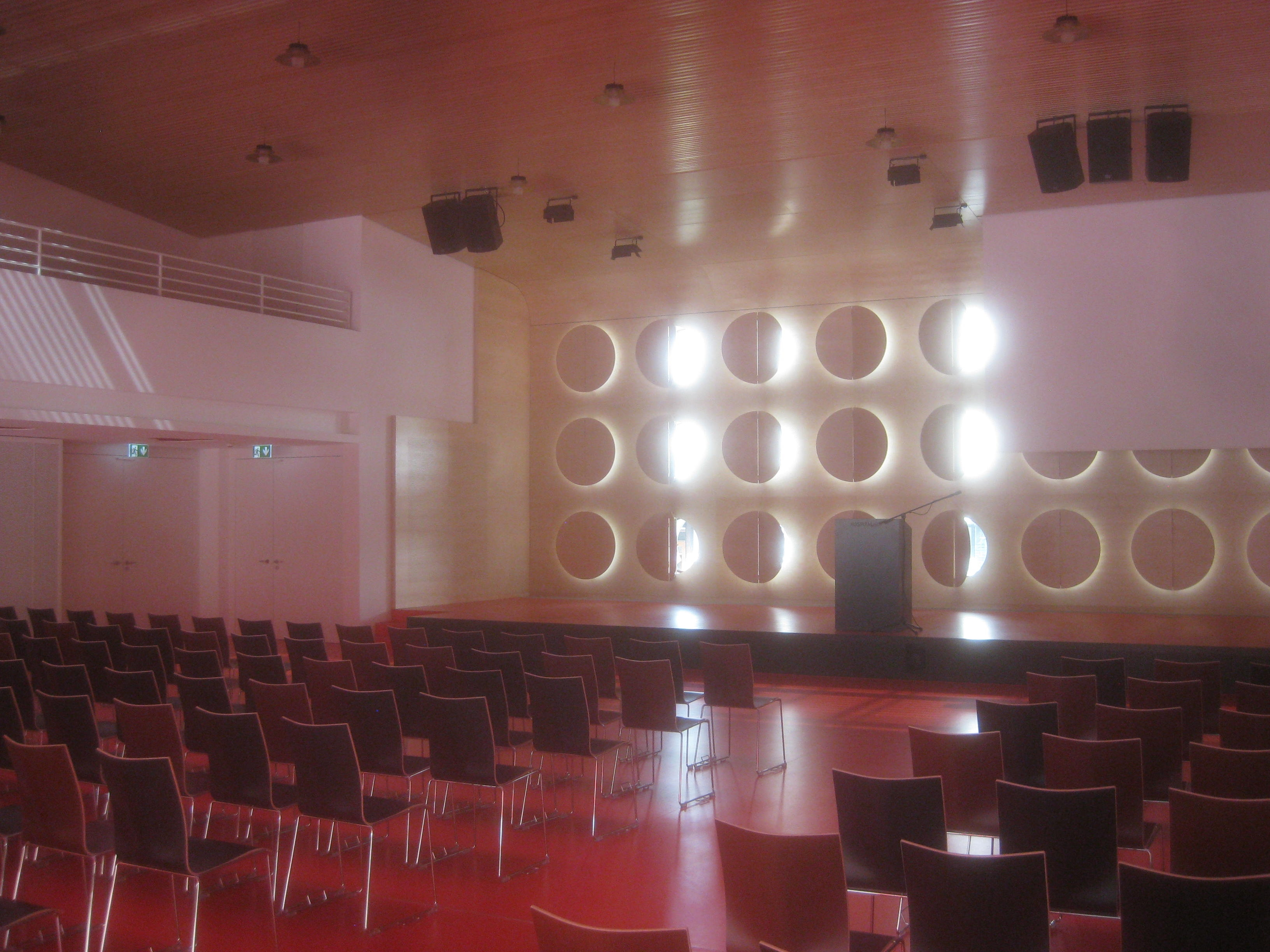
Paul-Lechler-Saal, Blick auf die Bühne mit den Lichtaugen

Der Hospitalhof beherbergt außer den nachfolgend genannten Räumlichkeiten für das Bildungszentrum auch Büros für die über 100 Mitarbeiter der evangelischen Kirchenverwaltung.

#### Paul-Lechler-Saal
Der Paul-Lechler-Saal im 1. Obergeschoss, auch „großer Saal“ genannt, erstreckt sich zusammen mit der dazugehörigen Empore über zwei Stockwerke. Er bietet bei Kinobestuhlung 500 Personen und auf der Empore weiteren 250 Personen Platz. Der Zuschauerraum beeindruckt durch eine glasüberdachte geschwungene Lamellendecke, durch die das hereinströmende Zenitallicht den Saal taghell erleuchtet. Der Bühnenraum wird durch 3 × 13 Lichtaugen beleuchtet, die dem Saal auch nach außen ein markantes Gesicht verleihen.
Dieter Bartetzko beschrieb den Paul-Lechler-Saal so:
„Festlich wie ehemals die Dominikanerkirche wirkt im Neubau der große Saal. Ihn überwölbt, den wie umgekehrte Schiffsrümpfe gestalteten venezianischen Kirchendecken gleichend, eine Lamellenkonstruktion, die ein riesiges Oberlicht enthält. Wie sie ist auch die Bühnenrückwand aus bernsteinfarbenem Ahornholz zusammengesetzt; schlicht weiß dagegen Saal und Empore, zu denen der weinrote Bodenbelag einen angenehm belebenden Gegensatz bildet.“
An den Paul-Lechler-Saal grenzt der Kleine Lechler-Saal mit Sitzerkern, die auf die Büchsenstraße hinausgehen und die Gäste zum Gespräch einladen. Der Kleine Lechler-Saal kann zur Verpflegung von Gästen des Paul-Lechler-Saals, als Foyer oder auch als Tagungsraum für bis zu 80 Personen genutzt werden.

#### Weitere Räume

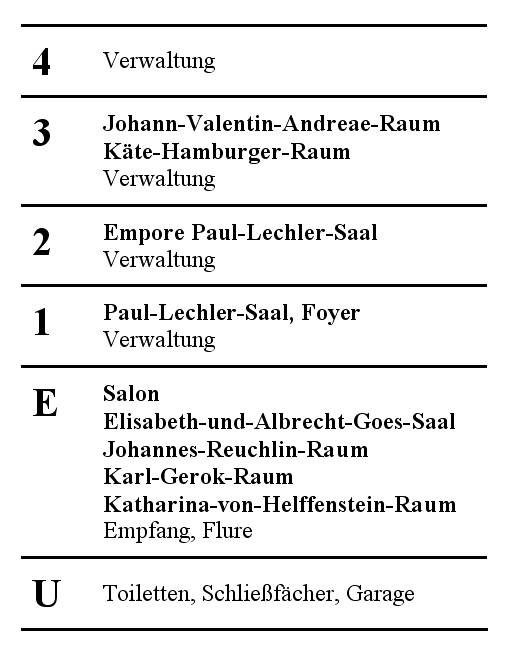
Anordnung der Räume. Das Foyer im EG wird hier „Empfang, Flure“ genannt. Das „Foyer“ im 1. OG ist der Kleine Lechler-Saal, der auch als Foyer genutzt werden kann.

Der Elisabeth-und-Albrecht-Goes-Saal (oder kurz „Goes-Saal“) liegt im Erdgeschoss direkt unter dem Paul-Lechler-Saal. Er ist für maximal 160 Personen ausgelegt. Der benachbarte „Salon“ ist ein Tagungs- und Seminarraum für bis zu 80 Personen, er dient aber auch als Cafeteria für Gäste des Goes-Saals.
Außerdem stehen im Erdgeschoss und im 3. Obergeschoss noch fünf weitere Seminar- und Tagungsräume zur Verfügung, davon zwei für bis zu 60 Personen und drei kleinere für bis zu 20 bzw. 24 Personen.
Da das Haus über keine eigene Gastronomie verfügt, erfolgt die Bewirtschaftung bei Bedarf durch Dienstleistungsfirmen.

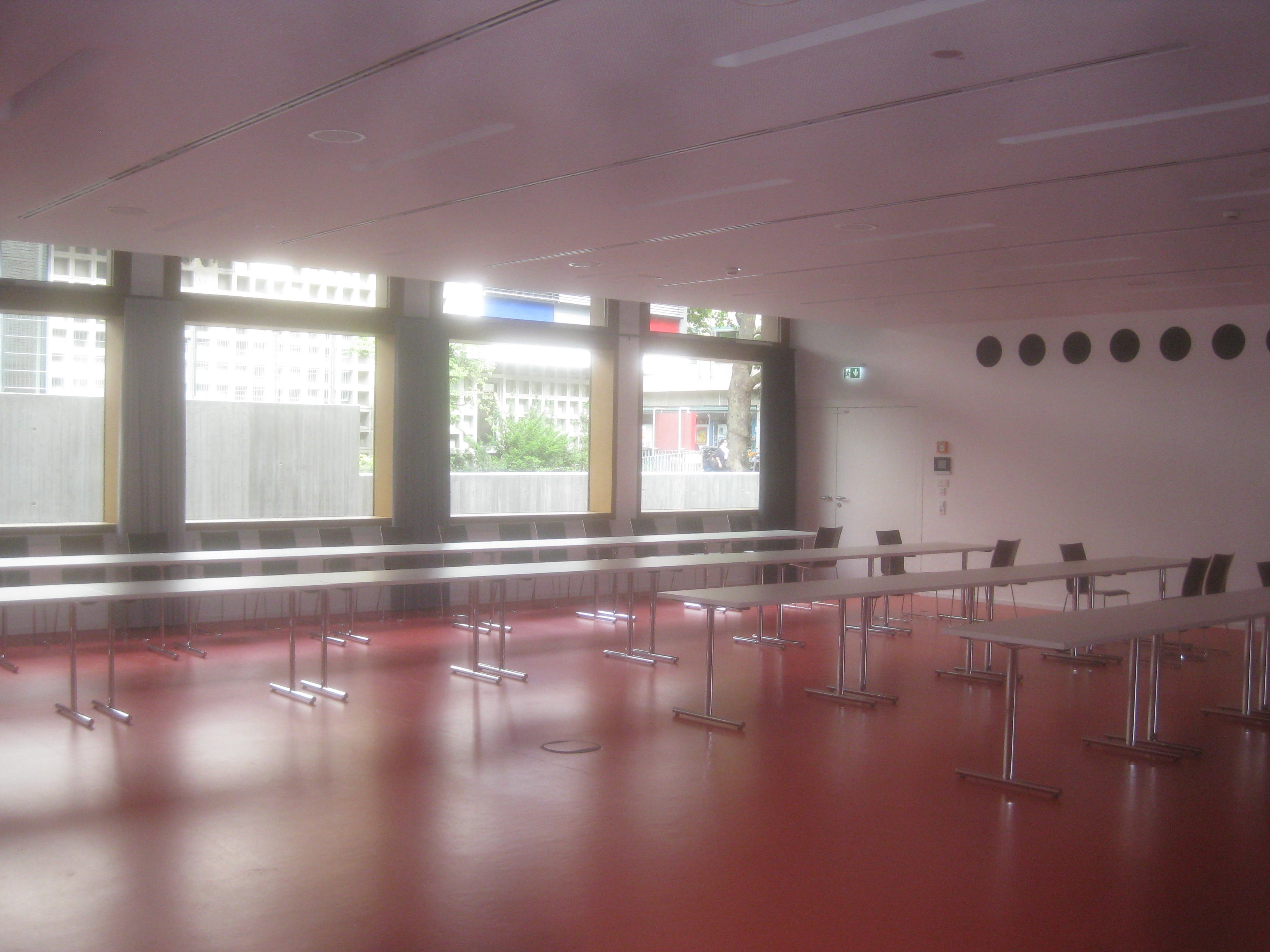
Elisabeth-und-Albrecht-Goes-Saal
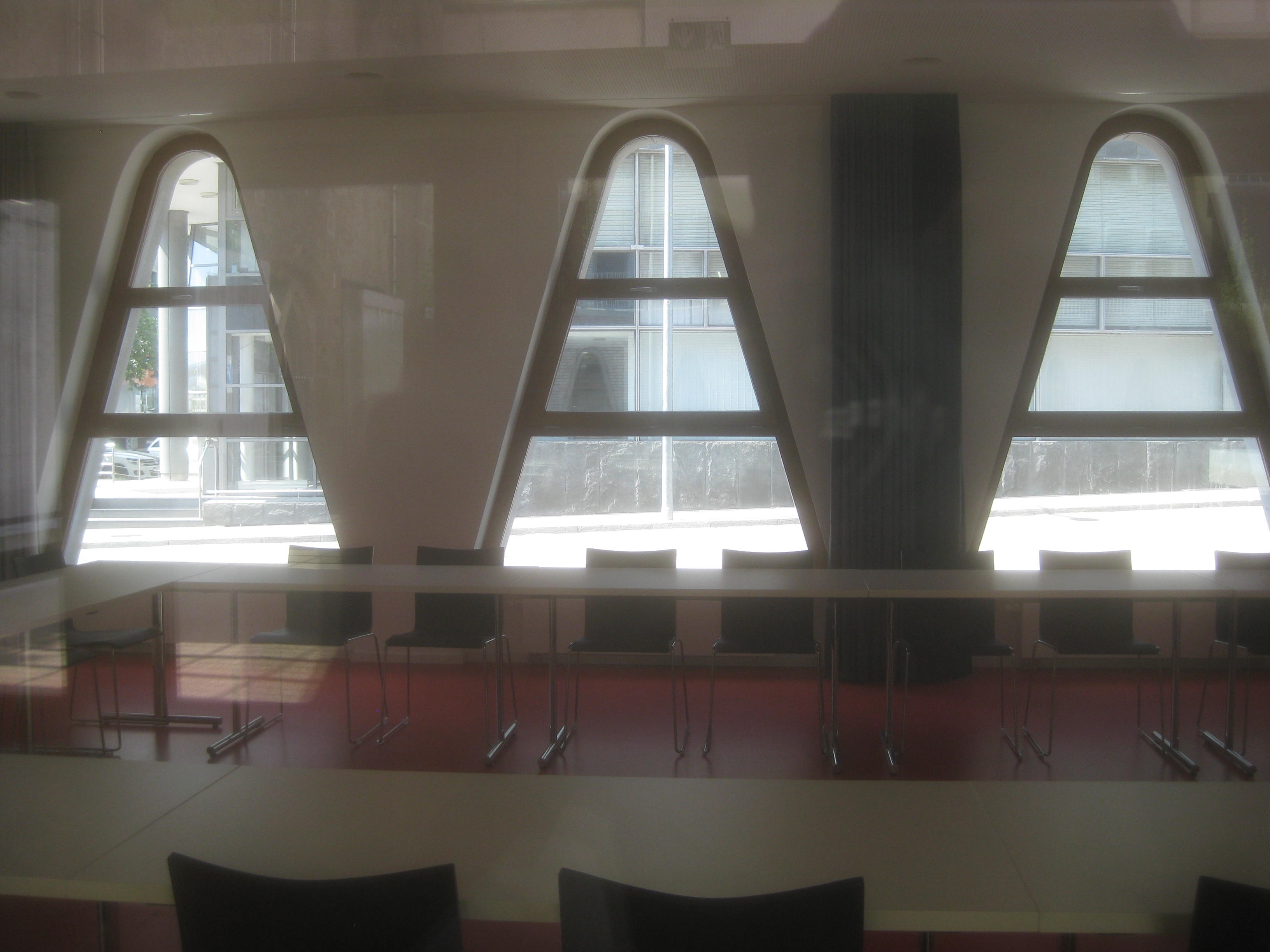
Seminarraum mit Dreiecksfenstern an der Gymnasiumstraße

#### Foyer

Nutzung des Foyers im Erdgeschoss für eine Ausstellung

Das Foyer liegt zwischen den Räumen im Erdgeschoss und dem Innenhof und erstreckt sich wie ein breiter Flur über beide Gebäudeflügel. In jedem der beiden Flügel hat das Foyer eine Fläche von mehr als 200 Quadratmetern. Diese Fläche dient nicht nur dem Durchgang, der Begegnung der Mitarbeiter und dem Empfang von Gästen, sondern wird auch für Ausstellungen zeitgenössischer Kunst genutzt.

#### Raumnamen
Die Tagungs- und Seminarräume wurden nach prominenten Persönlichkeiten benannt, die in Stuttgart gewirkt haben:
- Johannes Reuchlin (1455–1522), Humanist
- Gräfin Katharina von Helffenstein, (vor 1536–1594), Frau von Ulrich IV. Graf von Württemberg, Gründerin des St. Katharina Hospitals
- Johann Valentin Andreae (1586–1654), Kirchen- und Schulreformer
- Karl Gerok (1815–1890), Pfarrer (auch an der Hospitalkirche) und Lyriker
- Paul Lechler (1849–1925), Unternehmer und Sozialreformer
- Käte Hamburger (1896–1992), Literaturwissenschaftlerin und Philosophin
- Albrecht Goes (1908–2000), Pfarrer und Schriftsteller
- Elisabeth Goes (1911–2007), Frau von Albrecht Goes, „Gerechte unter den Völkern“

### Fenster

#### Vielfalt

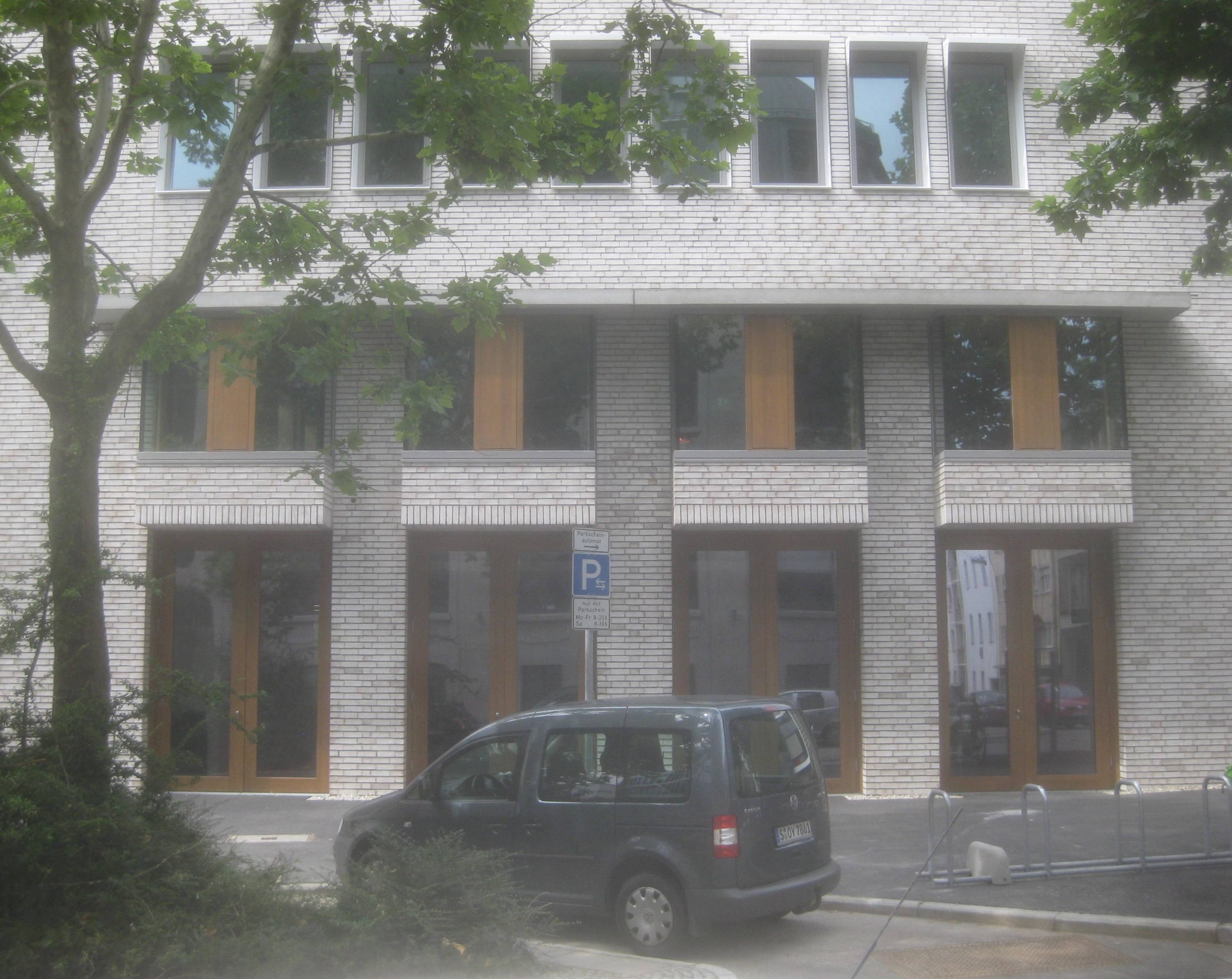
Verschiedene Fenster in drei Etagen. Mittlere Reihe, 1. OG: doppelte Hochrechteckfenster (Nr. 11).

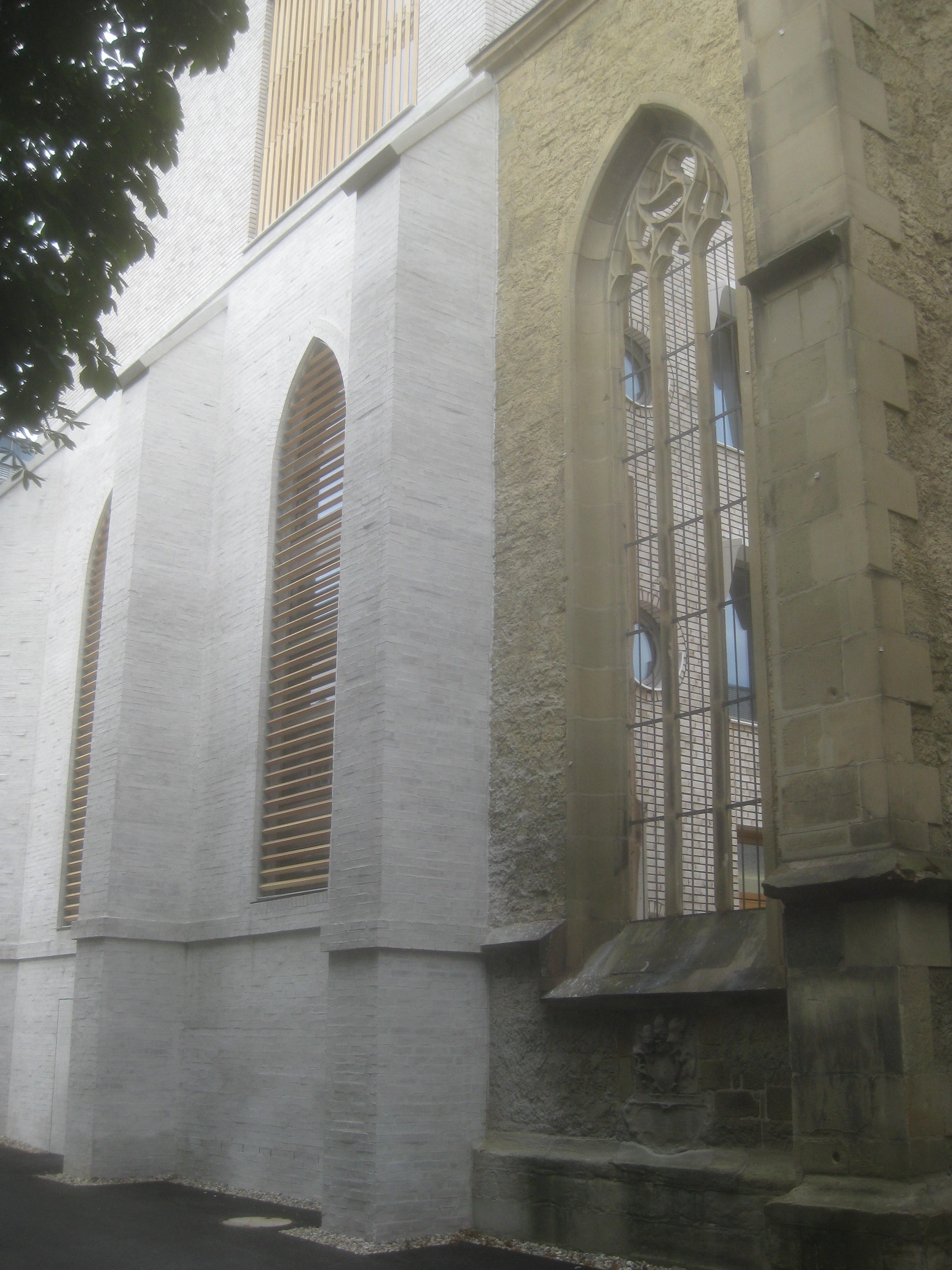
Spitzbogenfenster

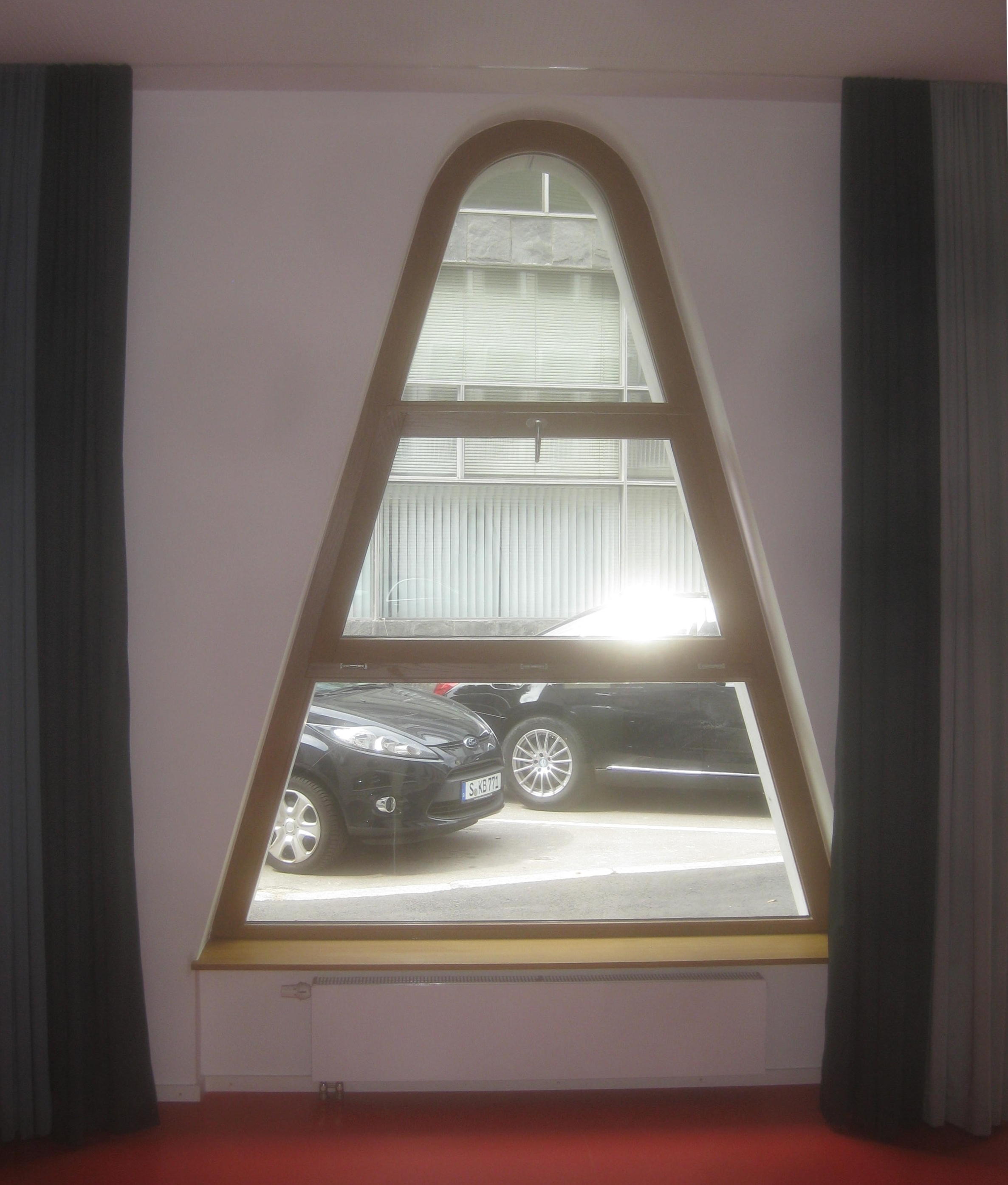
Dreiecksfenster

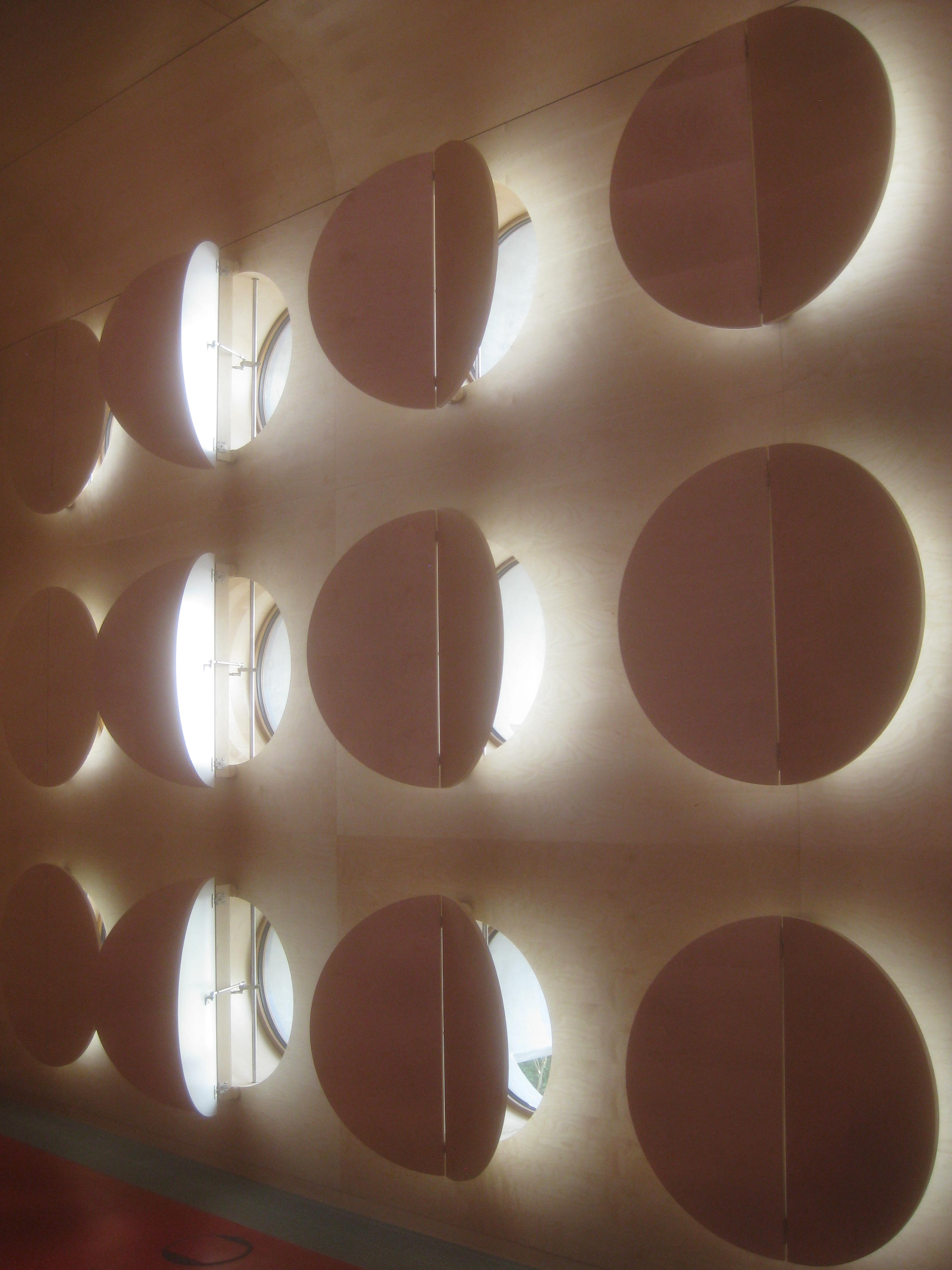
Faltklappen der Lichtaugen

Der Ideenreichtum der Architekten macht sich auch in ihrem Fensterprogramm bemerkbar. Sie begnügten sich nicht, wie häufig üblich, mit wenigen Rechteckformen unterschiedlichen Formats, sie schöpften vielmehr aus einem vielfältigen Repertoire von Fenstertypen mit unterschiedlichen Merkmalen:
- Formen: Dreieck, Rechteck, Quadrat, Kreis
- Rahmen: Ziegelstein, Holz, Metall
- Sicht- und Sonnenschutz: Quer- und Längslamellen aus Holz und Ziegelsteinen, Lichtaugenschirme, Rollos.

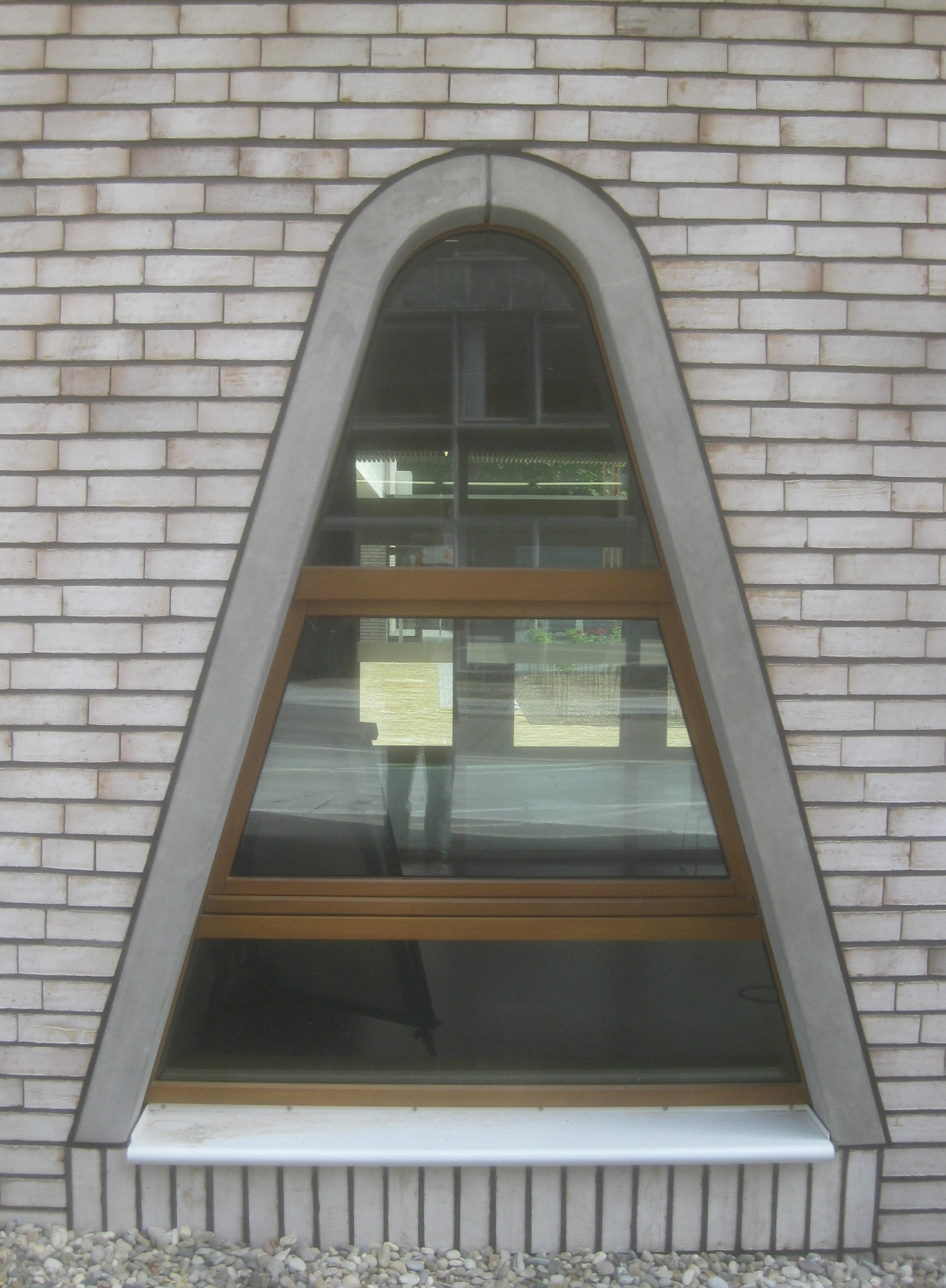
1
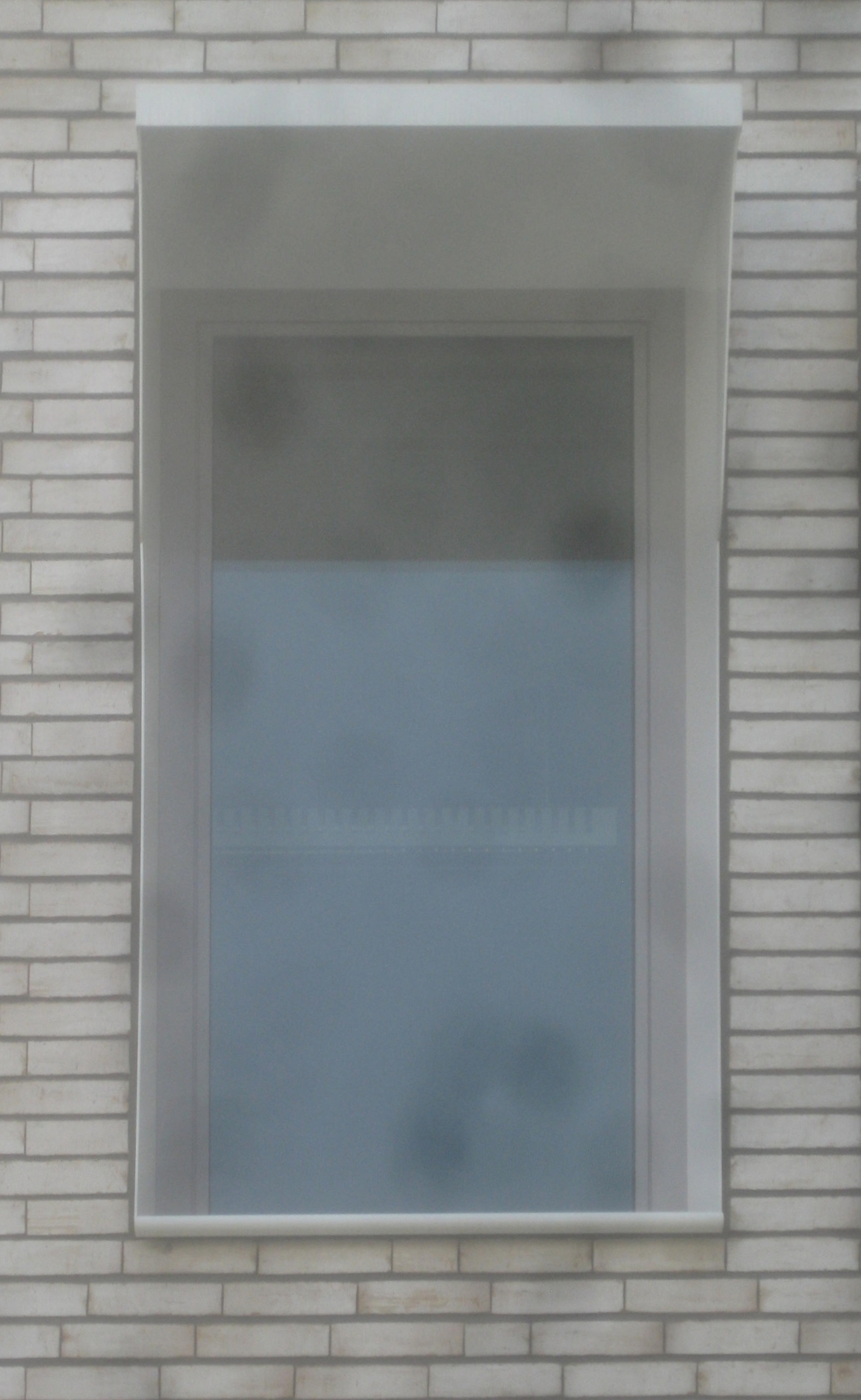
2
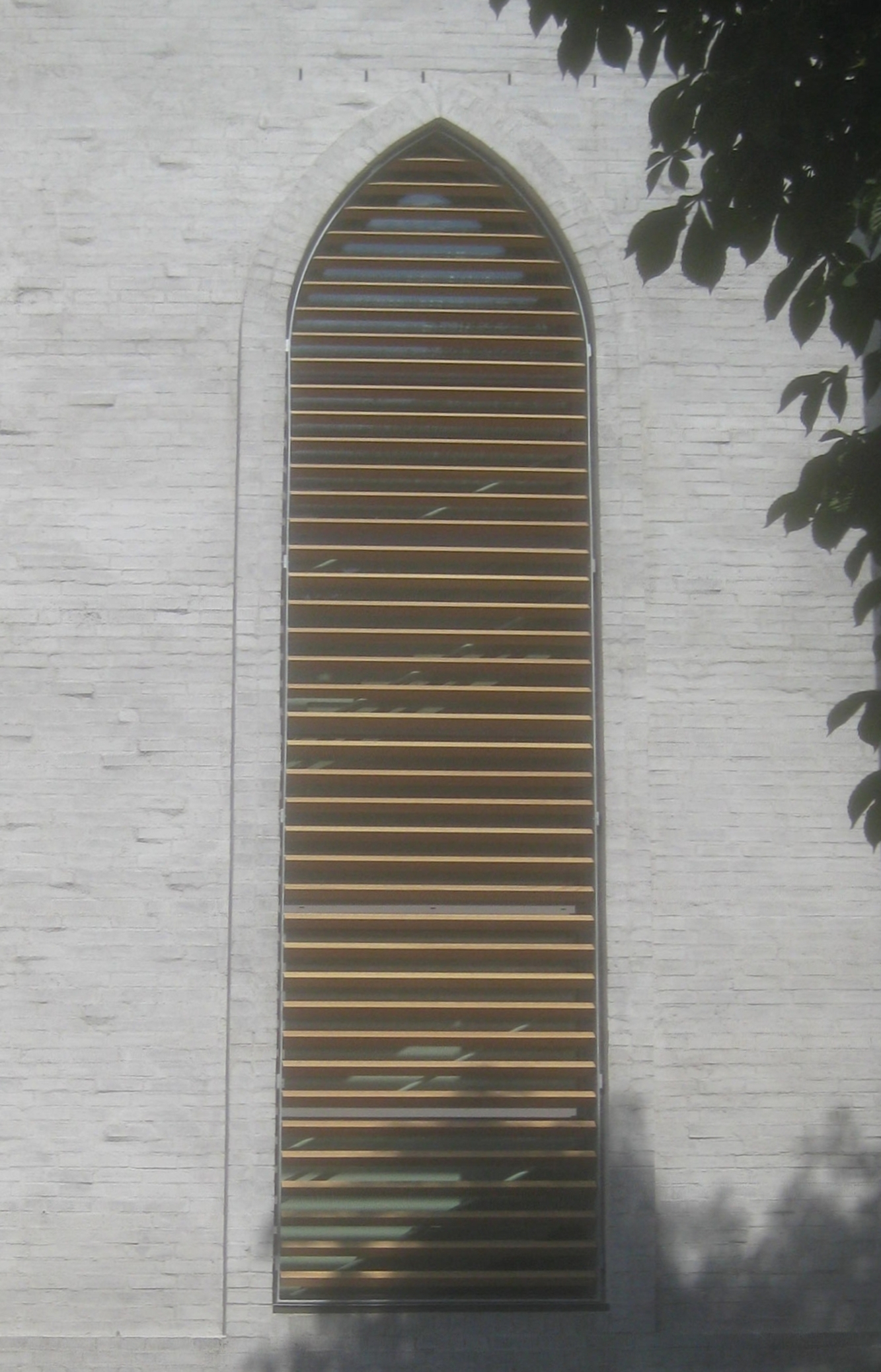
3
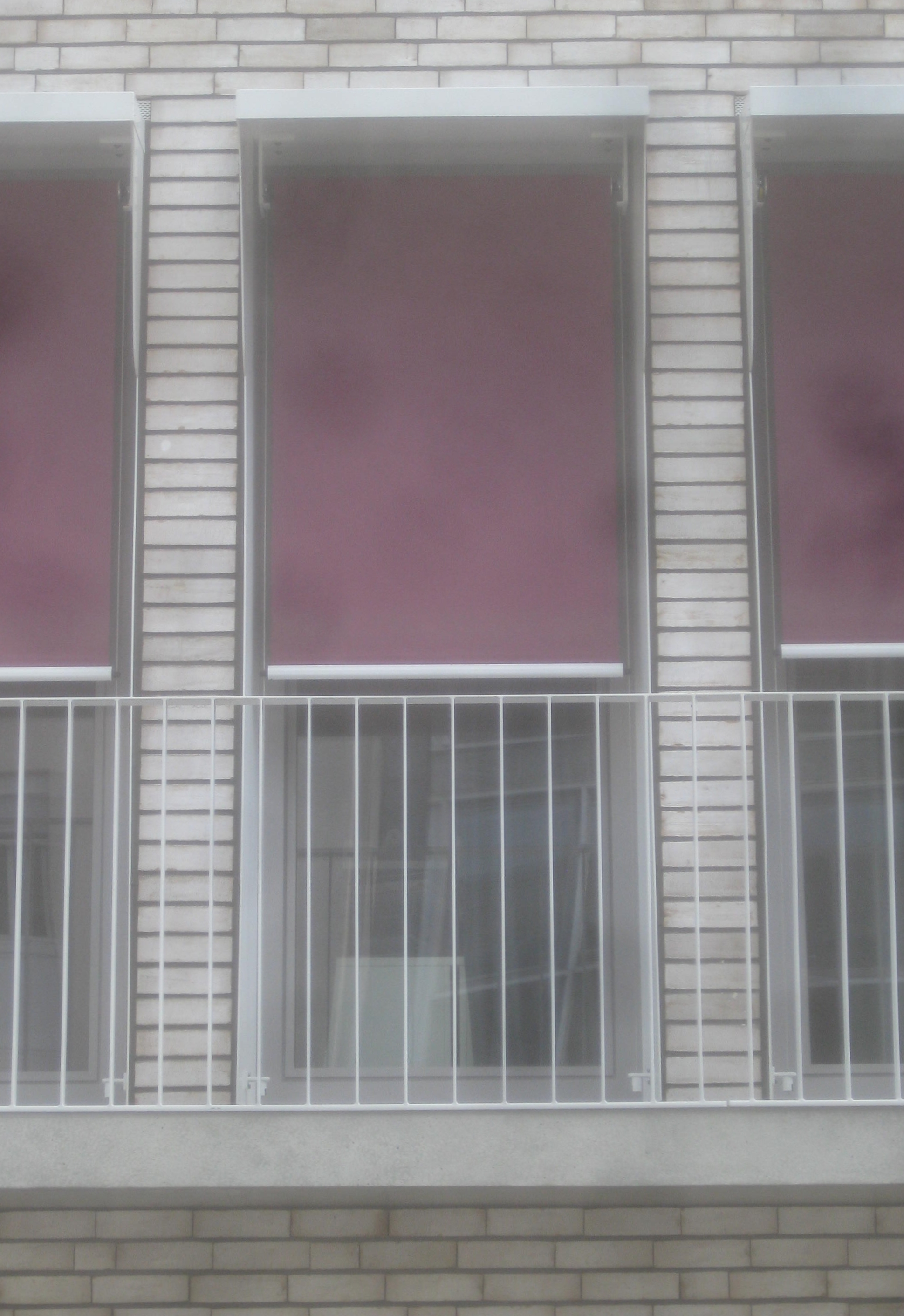
4
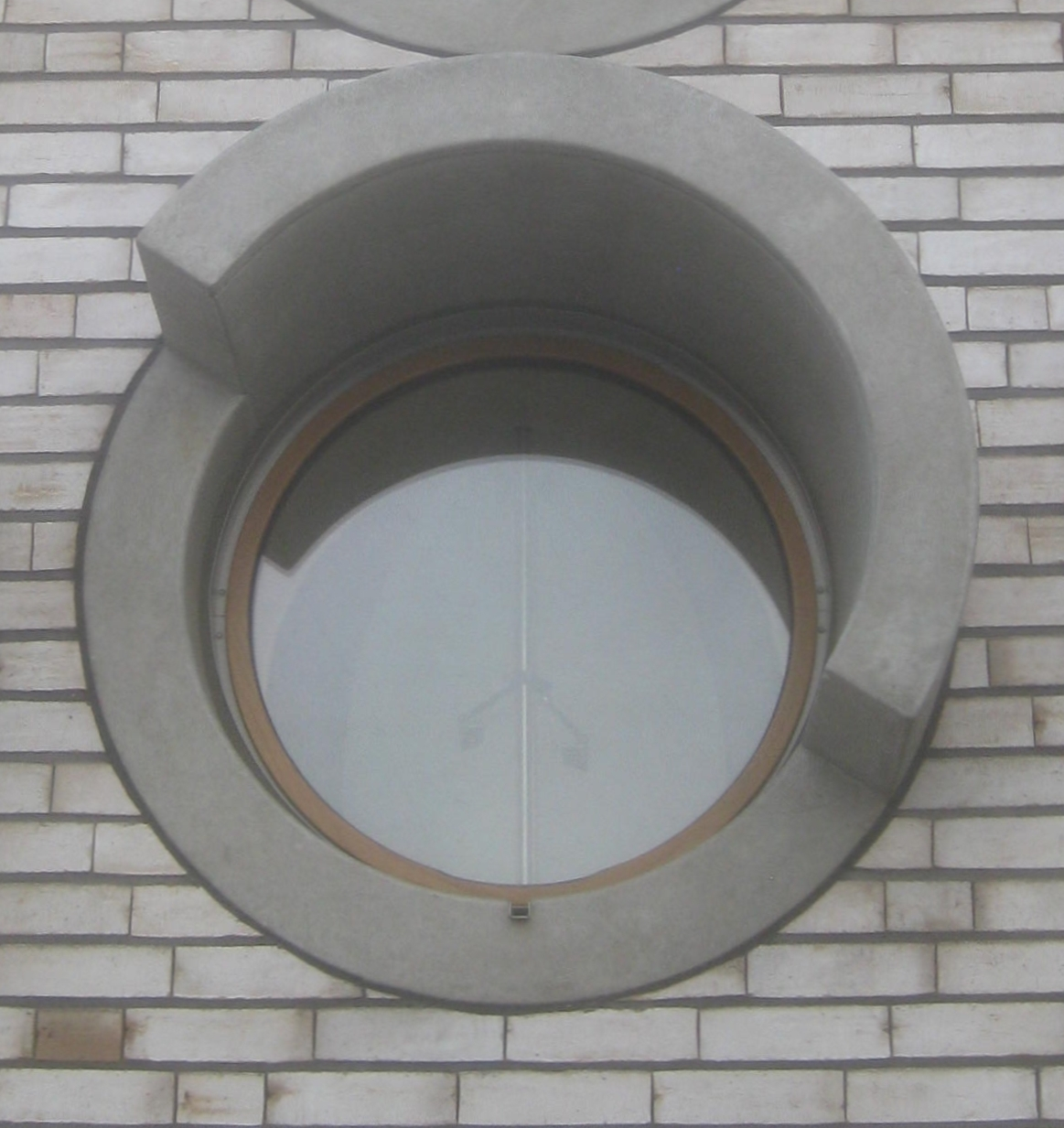
5
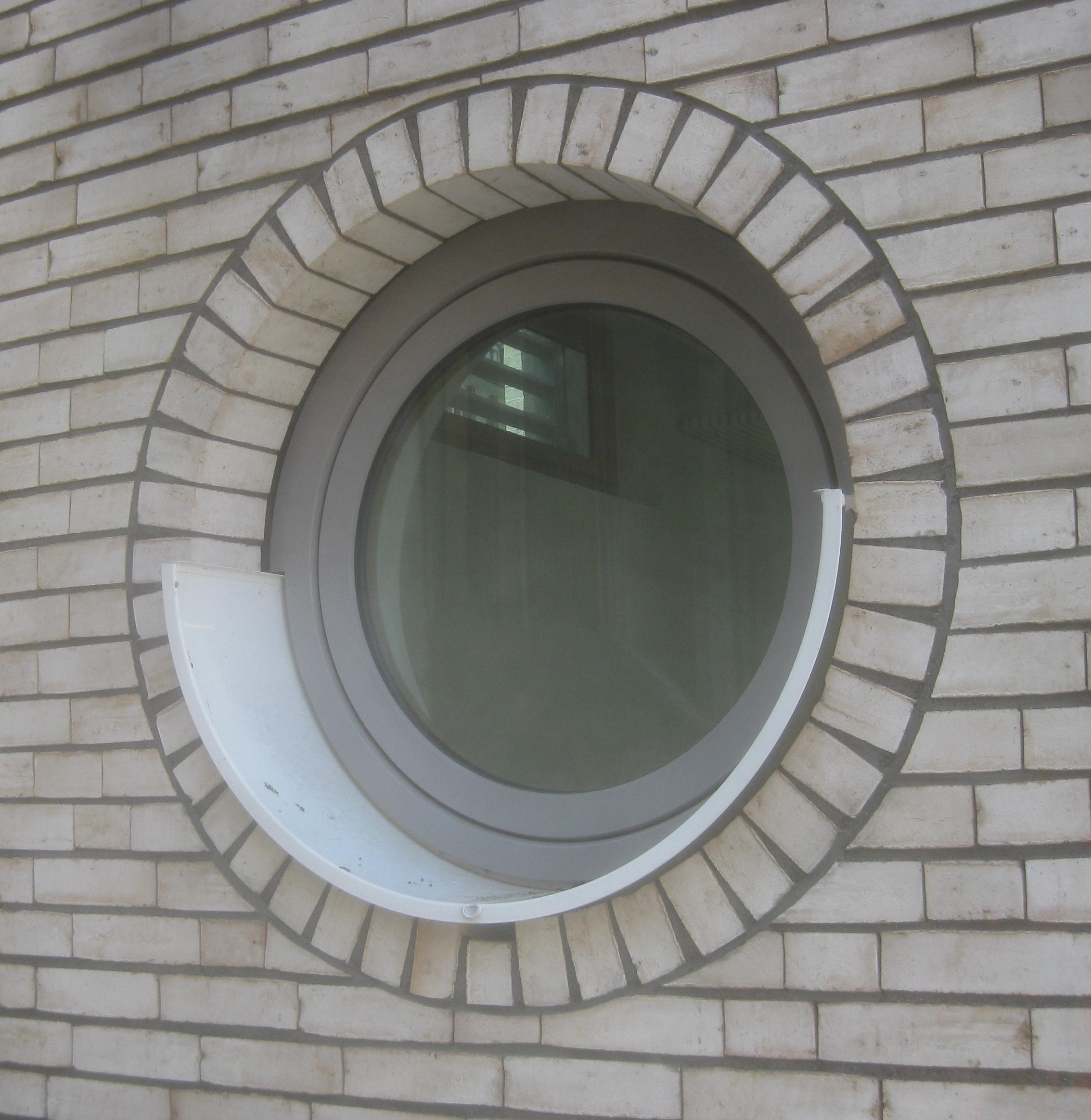
6
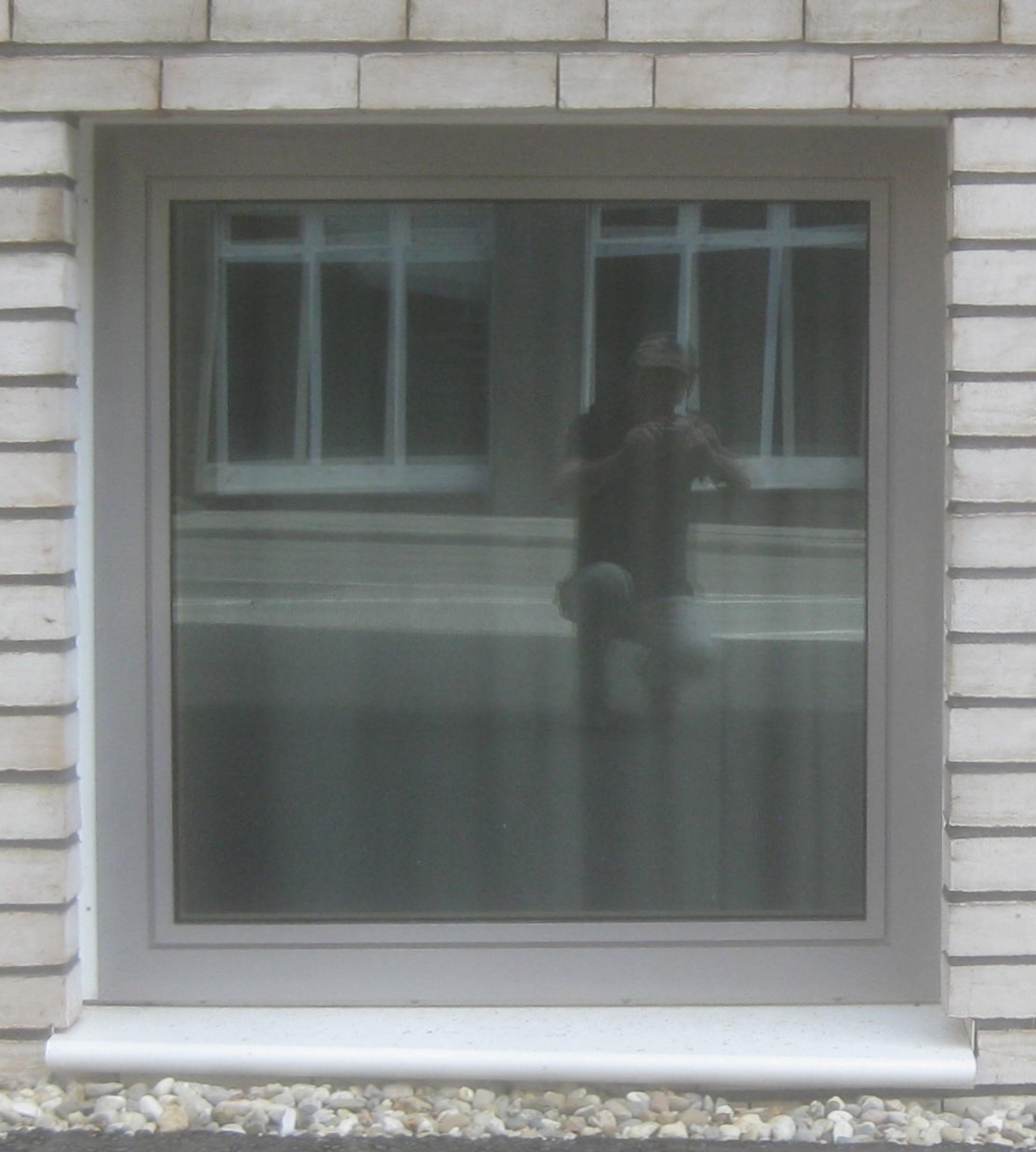
7
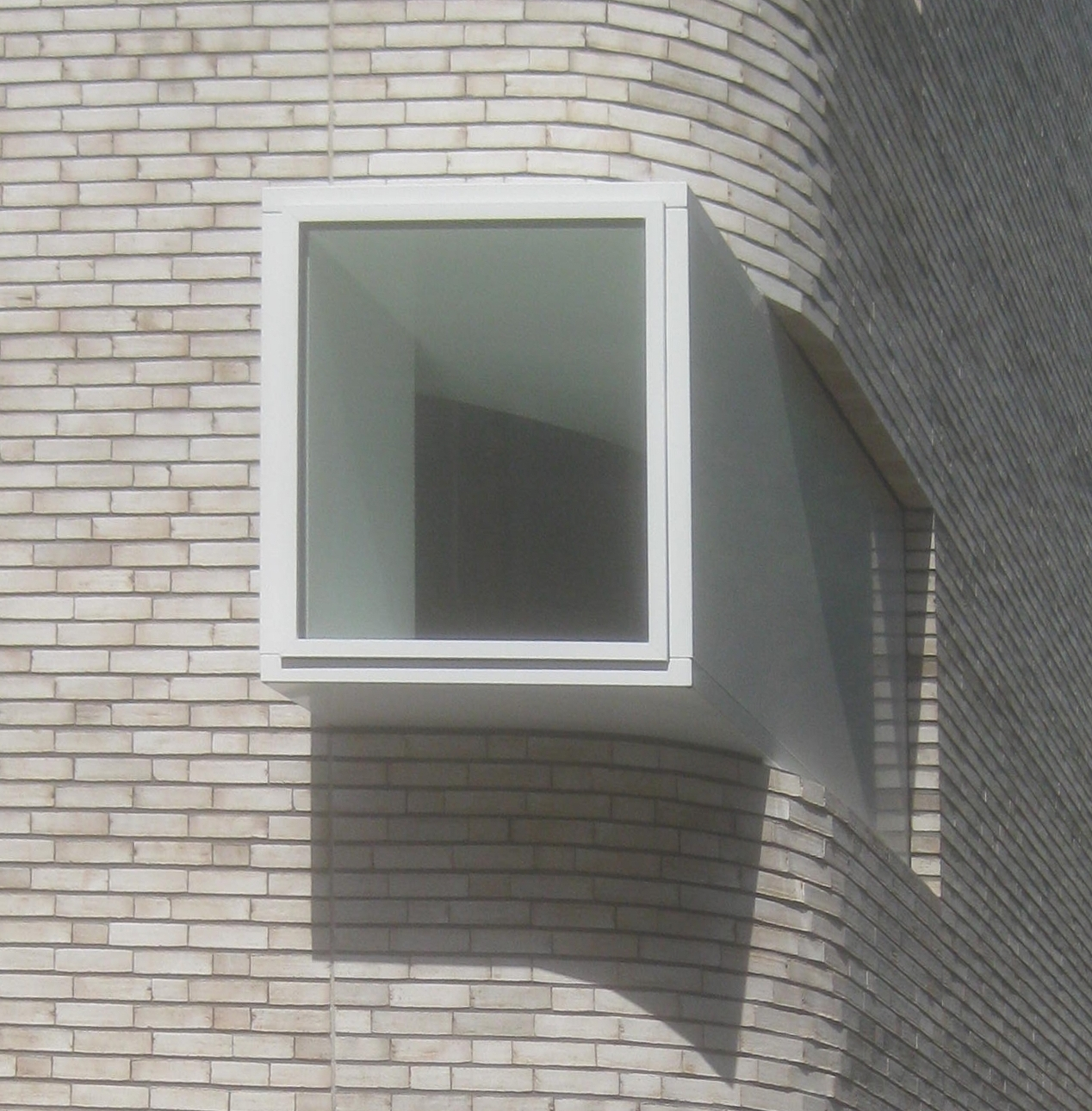
8
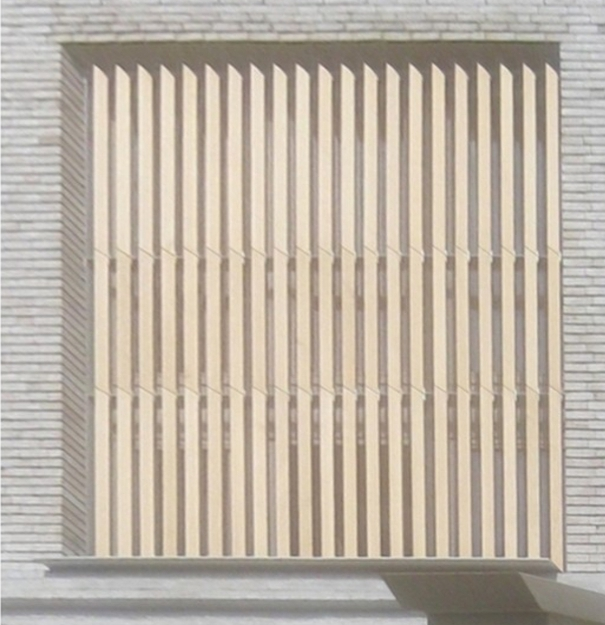
9
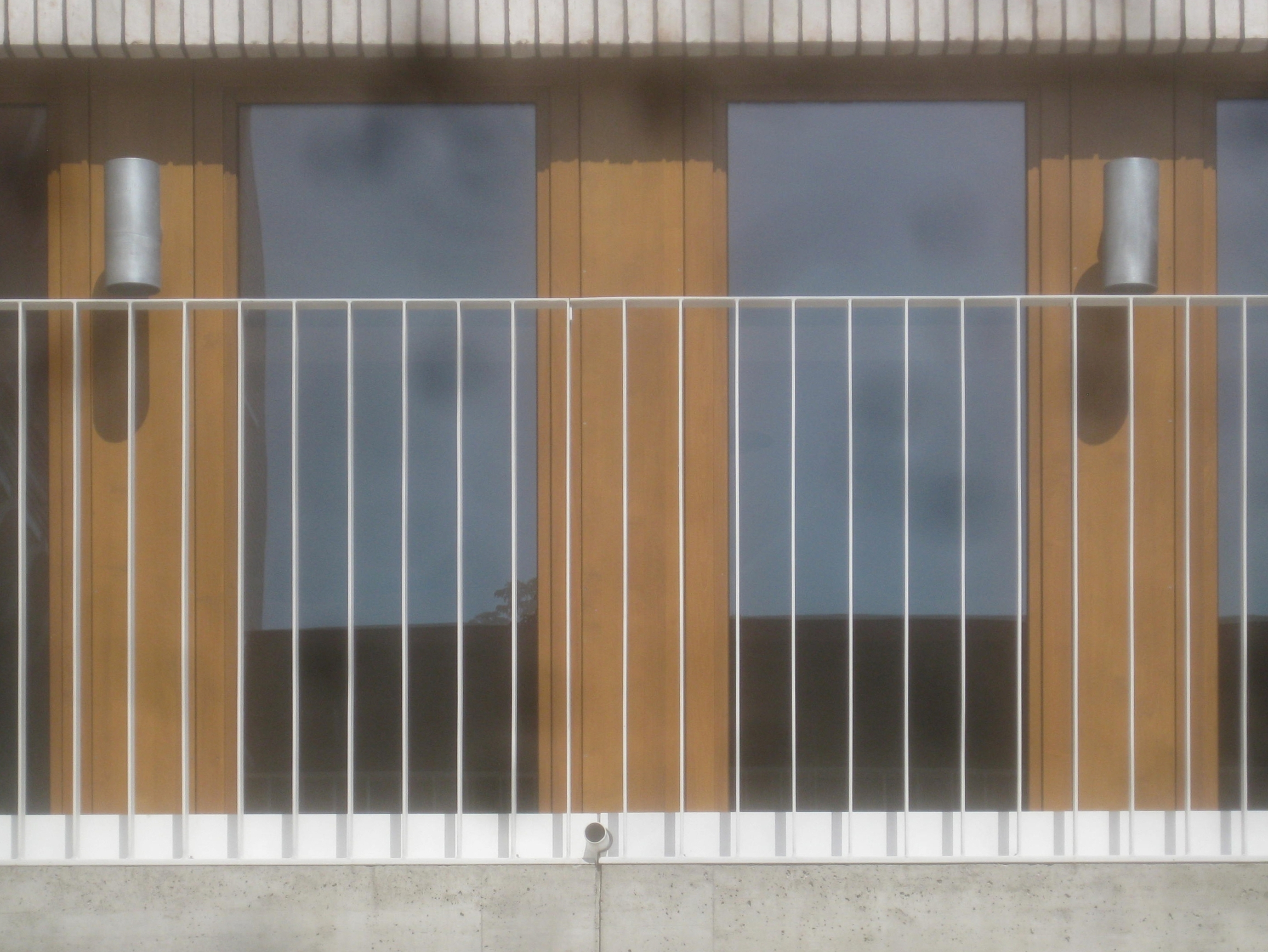
10
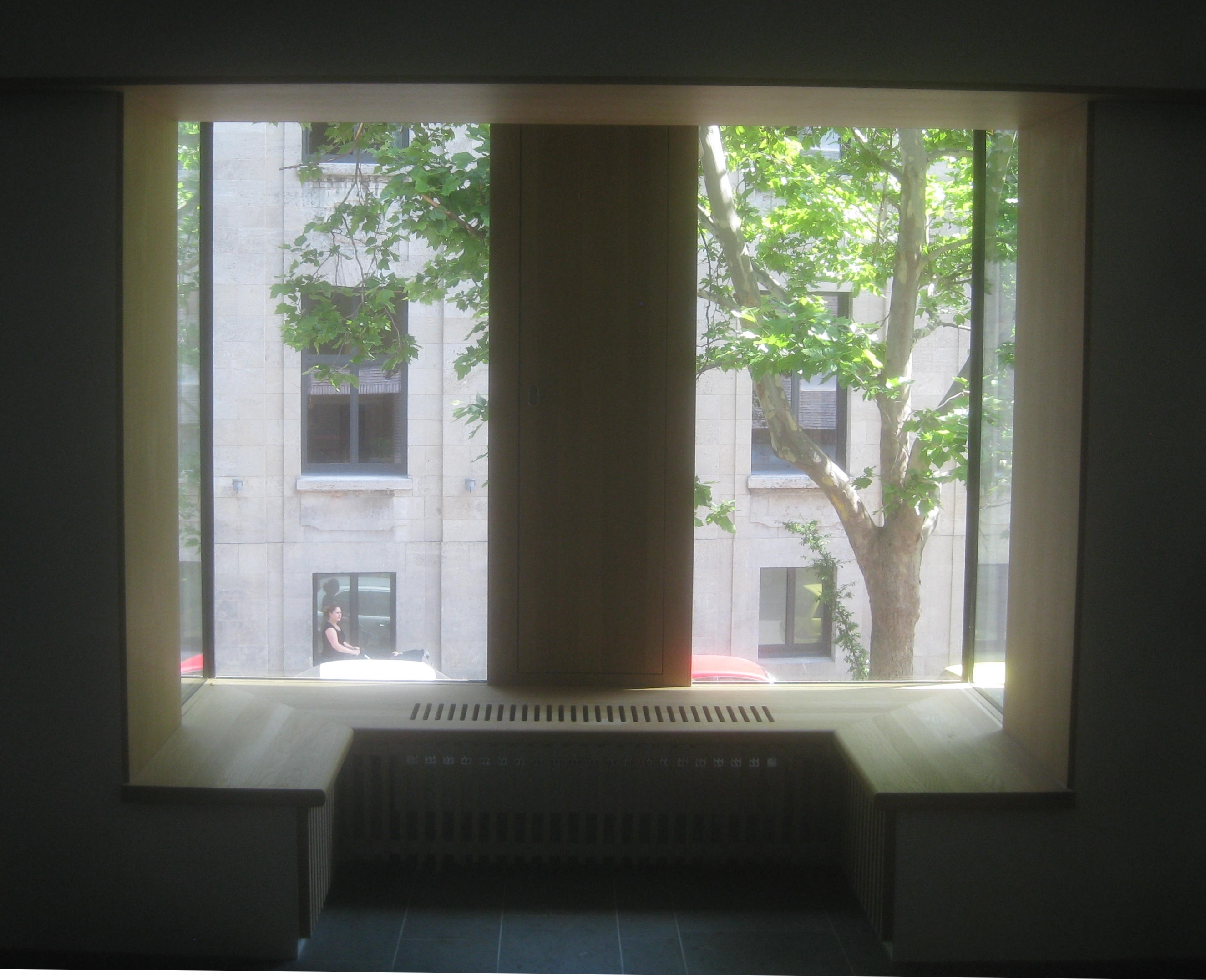
11
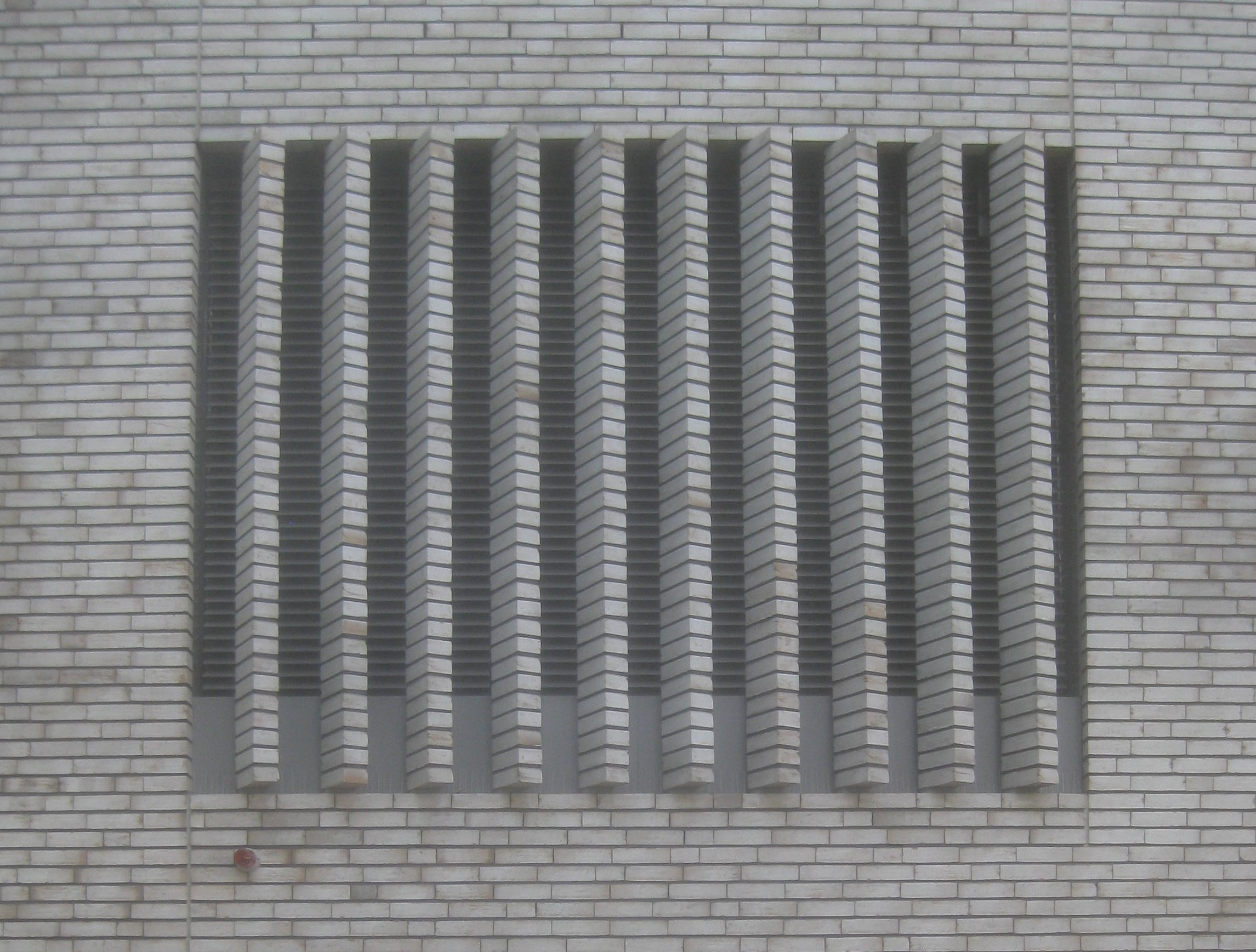
12

| 1  | Dreiecksfenster, Gymnasiumstraße, EG.                                                                                         |
| 2  | Hochrechteckfenster mit Verdachung, Heustraße, 2.–4. OG.                                                                      |
| 3  | Spitzbogenfenster mit Querlamellen aus Holz, Hospitalplatz, EG und 1. OG.                                                     |
| 4  | Französische Fenster mit Verdachung, rotem Rollo und Brüstungsgitter, Gymnasiumstraße, 1.–4. OG.                              |
| 5  | 3 Zeilen mit je 13 Lichtaugen, außen mit Betonrahmen und -schirm, innen mit Faltklappen, Heustraße, 1. OG, Paul-Lechler-Saal. |
| 6  | Ein Lichtauge je Stockwerk, mit Ziegelsteinrahmen, Metallfensterbank und Glasfenster, südöstliche Hoffassade.                 |
| 7  | Quadratfenster, Gymnasiumstraße, EG.                                                                                          |
| 8  | Fensterkasten, Büchsenstraße, Treppenhaus, je eins im 1.–3. OG.                                                               |
| 9  | Quadratfenster mit Längslamellen aus Holz, Hospitalplatz, 3. OG.                                                              |
| 10 | Französische Fenster mit Holzrahmen und Brüstungsgitter, nordwestliche Hoffassade, 1. OG.                                     |
| 11 | Doppelte Hochrechteckfenster an den Sitzerkern im Kleinen Lechler-Saal, 1. OG.                                                |
| 12 | Querrechteckfenster mit feststehenden Längslamellen aus Ziegelsteinen, Heustraße, 1. OG.                                      |

#### Spitzbogenfenster
Der Gebäudeflügel an der Gymnasiumstraße endet am Hospitalplatz. Hier bauten die Architekten zwei Joche der Südwand der Kirche, die beim Bau des alten Hospitalhofs eingerissen worden waren, mitsamt Spitzbogenfenstern wieder auf.
Die beiden neuen Spitzbogenfenster sind wie die alten mit Spitzbögen, Strebepfeilern und Kaffgesimsen ausgestattet, verzichten jedoch auf gotisches Maßwerk und verbergen durch hölzerne Querlamellen das dahinter liegende Fluchttreppenhaus. Das Bild rechts zeigt im hinteren Bereich die beiden neuen Spitzbogenfenster in der hellen Fassade des Neubaus und im Vordergrund eines der alten Spitzbogenfenster in der dunkleren historischen Fassade.

#### Dreiecksfenster
Zehn in Reihe angeordnete Fenster an der Gymnasiumstraße belichten die vier Säle im Erdgeschoss. Sie sind als gleichschenklige, „zuckerhutförmige“ Dreiecke oder wie ein großes A ausgebildet („A-Fenster“), werden außen von schmalen Betonleisten und einer Fensterbank aus Metall gerahmt, im Innern durch Holzprofile (der mittlere Teil des dreiteiligen Fensters kann nach innen aufgeklappt werden).
Die sonst selten anzutreffende Dreiecksform von Maueröffnungen ist für LRO fast schon ein Erkennungszeichen geworden. Die Dreiecke haben grundsätzlich eine abgerundete Spitze, ihre Höhe reicht bis zur einfachen oder doppelten Geschosshöhe, sie können gleichschenklig sein oder gleichseitig, ihre Spitze kann nach oben weisen oder nach unten, die Abrundung kann eher spitz sein wie bei einem Zuckerhut oder stumpf wie bei einem Bogen, und schließlich können die Dreiecke als Fenster oder als Arkaden implementiert sein.

#### Lichtaugen
Bullaugenähnliche Lichtaugen trifft man häufig bei zeitgenössischen Bauten an. Sie werden als fensterlose Dekorelemente eingesetzt oder als verglaste Lichtspender. Die Bühne des Paul-Lechler-Saals belichten 3 Reihen mit je 13 Lichtaugen, die wie in Reih und Glied auf das benachbarte CVJM-Haus hinausblicken. Die Lichtaugen werden außen durch dicke, schiefsitzende „Sonnenkrempen“ aus Beton beschattet. Im Innern werden sie durch zwei halbrunde Faltklappen aus Holz verschlossen, die sich wie Schmetterlingsflügel auf- und zuklappen lassen.
Der Studienleiter des Hospitalhofs Rolf Ahlrichs sieht in den Lichtaugen ein Symbol für die Arbeit des Bildungszentrums: „Das Bildungsverständnis kommt unter anderem in den Löchern zum Ausdruck, […] die sich auch in der Architektur des Neubaus wiederfinden. Diese Löcher veranschaulichen: Es gibt mindestens 39 Perspektiven auf ein Thema. […] Wir stehen hier dafür, dass es eine Vielzahl an Meinungen gibt und dass jeder seinen Standpunkt entwickeln kann.“

### Rezeption

#### Presse
Schon kurz nach seiner Einweihung fand der neue Hospitalhof ein unisono begeistertes Echo in der Tagespresse und in den Fachzeitschriften.
Die Architekturkritikerin Amber Sayah, Redakteurin für Kunst und Architektur in der Kulturredaktion der Stuttgarter Zeitung, begrüßte den Neubau als erfrischenden Kontrapunkt zur häufig gleichgeschalteten Stuttgarter Gegenwartsarchitektur:
„Muss Architektur heute wirklich so deprimierend aussehen, fragt sich haareraufend, wer in Stuttgart auf Quartiere wie das Europaviertel oder das Gerber guckt. […] der neue Hospitalhof ist anderen Geistes Kind. Weder weist er diese todlangweiligen fatzenglatten Fassaden auf, noch handelt es sich um eine Renditeerwartung in Hochbaugestalt oder, wie beim Vorgängerbau, um ein Haus mit nachkriegstypischem Gedächtnisverlust.“
Auch der Architekturkritiker der Frankfurter Allgemeinen Zeitung Dieter Bartetzko beschrieb den Hospitalhof als wohltuende Ausnahme vom phantasielosen Städtebau:
Der Hospitalhof „ist, vom Sockel bis zum Flachdach, ein hervorragend gelungenes Beispiel für ‚Bauen im Bestand‘ – jenes Bauen also, das dringend nottut, unentwegt beschworen und selten praktiziert wird. […] Die Insel der Seligen im Ozean der Dutzendbauten. [Man sieht], wie das Architekturbüro Lederer Ragnarsdóttir Oei das Wesen des Viertels in der Vergangenheit erkannt und mit neuen Trieben versorgt hat. Das Ergebnis ist ein respektvolles Weiterbauen statt anbiedernder Retro-Formen. […] mit dem neuen Hospitalhof hat Stuttgart ein solches [= ein Alleinstellungsmerkmal] geschaffen, alles Übrige ist der städtebauliche Regelfall von Selbstverstümmelung.“
Der Architekturkritiker und Architekturhistoriker Falk Jaeger schrieb:
„Mit ihrem Neubau des Hospitalhofs erinnert das Architekturbüro Lederer Ragnarsdóttir Oei an das Geviert des Klosters, das hier einst stand. Mit wenigen Kniffen wird Architektur zum Erlebnis. […] Der Saal erweckte bereits bei der Einweihung Begeisterung – ein schönerer ist in jüngerer Zeit in Stuttgart nicht gebaut worden. […] Über das gesamte Haus ist nur Lob zu hören. […] Den historischen Ort lesen, die Stadt sensibel weiterbauen, neue Formen erfinden, die doch irgendwie vertraut scheinen und sich in den Kontext einfügen, diese dienende und dabei dennoch fantasievolle, kreative Arbeitsweise zeichnet die Architekten Arno Lederer, Jórunn Ragnarsdóttir und Marc Oei seit Jahren aus und prädestiniert sie für Bauaufgaben, bei denen es gilt, Neues in historischer Umgebung zu schaffen.“
Auch Wolfgang Bachmann, der Herausgeber der Architekturzeitschrift Baumeister, lobte die Architekten:
„Es wirkt ausgesprochen erholsam, nach dem sattgesehenen gültigen Standard der spiegelnden Ganzglasfassaden, ernsten Natursteinbehängen und massiven Sichtbetongehäusen mit verschobenen Fensterachsen auf eine andere Architektursprache zu treffen. Die man versteht. […] Uns berufsmäßigen Flaneuren sollte die Spielfreude gefallen, die Lust, mit der LRO ihr Repertoire vorführen und durch immer neue Einfälle ergänzen.“

#### Auszeichnungen
Die Architekten erhielten für den Neubau des Hospitalhofs mehrere Auszeichnungen:
- 2014: Gestaltungspreis der Wüstenrot Stiftung
- 2014: Hugo-Häring-Auszeichnung (BDA Stuttgart/Mittlerer Neckar)
- 2015: Hugo-Häring-Preis (BDA Landesverband Baden-Württemberg)
- 2016: Staatspreis Baukultur Baden-Württemberg, Kategorie Bauen für die Gemeinschaft (Ministerium für Verkehr und Infrastruktur Baden-Württemberg)
- 2016: Deutscher Städtebaupreis – Auszeichnung

## Innenhof

### Gestaltung
Der Innenhof belegt in etwa den Platz zwischen den ehemaligen Kreuzgängen (siehe Grundriss des Hospitalhofs). Er besteht aus zwei ungleichen Hälften, einem kleineren nördlichen und einem größeren südlichen Teil:
- Das Eingangstor an der Büchsenstraße öffnet sich in die nördliche Hälfte des Innenhofs, ein rechteckiges Feld, das bis zum gegenüberliegenden Gebäudeflügel reicht. Es umschließt ein langgezogenes Karree von 5 × 12 Hochstammrosen, das an den ehemaligen Klostergarten erinnert. Den Abschluss bildet eine langgestreckte, quaderförmige Betonbank in der Breite des Rosenkarrees.

- Die südliche Hälfte des Innenhofs grenzt an die Ostfassade der Hospitalkirche und an ihre ehemalige Südfassade. Der Boden ist mit hellem Feinkies bedeckt. Sechs Säulenhainbuchen wurden genau dort gepflanzt, wo früher Säulen der Kirche waren, und erinnern so an das verlorene Langhaus.

| |
| Grundriss des Hospitalhofs. 1 Südfassade der Hospitalkirche, 2 Reformationsdenkmal, 3 Kirchturm. Innenhof. Blick zur ehemaligen Südfassade der Hospitalkirche. Blick vom Eingang auf den nördlichen Innenhof mit Rosenkarree und Betonbank. Südlicher Innenhof mit Säulenhainbuchen. Links die Hospitalkirche, hinten die Südfassade. |

### Taufbecken

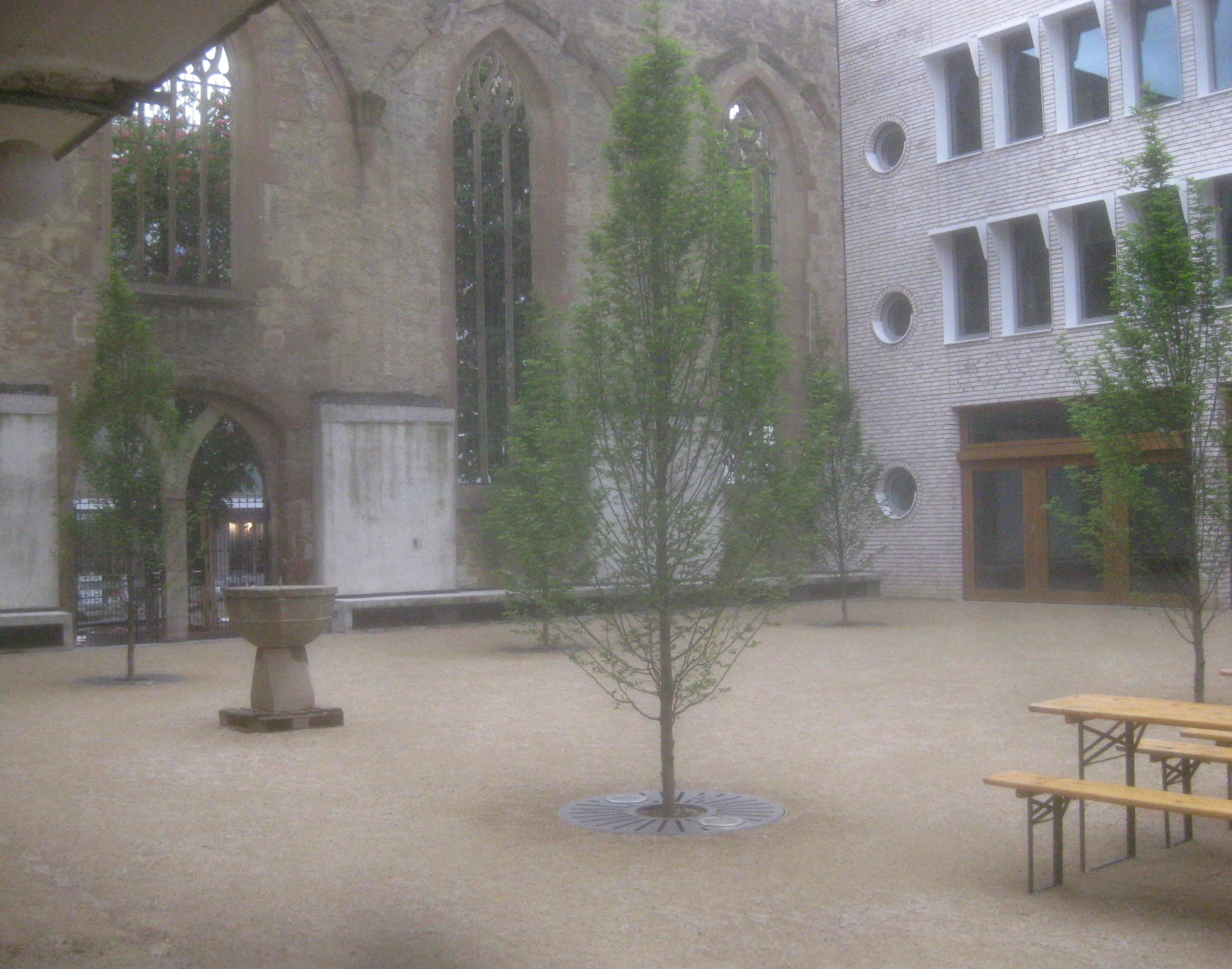
Innenhof mit Taufbecken, 2015

Als die Hospitalkirche 1809 das Taufrecht erhielt, wurde in der Kirche vor dem Altar ein Taufbecken aus heimischem Schilfsandstein aufgestellt. Nachdem die Kirche am 12. September 1944 bei einem Luftangriff großenteils zerstört worden war, wurden 1948 die Trümmer des Langhauses, darunter auch der Taufstein, in den Bannwald Mietholz im Sindelfinger Wald geschafft. Heinrich Spring, damals Förster am Katzenbacher Hof, verwendete einen Teil der Trümmer zum Anlegen von Waldwegen.
Er rettete den Taufstein, dessen Originalsockel verloren gegangen war, und stellte ihn 1958 als Denkmal kopfüber auf einen quaderförmigen Gedenkstein mit der Inschrift „sic transit gloria mundi“ (so vergeht der Ruhm der Welt), umgeben von drei großen Steinquadern der alten Hospitalkirche, die von Spaziergängern gern zum Ausruhen benutzt wurden.
Am 12. September 2014, dem 70. Jahrestag des Luftangriffs, wurde der Taufstein geborgen, gründlich restauriert und mit einem neuen Sockel versehen. Am 3. Oktober 2014 wurde er im Innenhof des Hospitalhofs, dort wo sich früher das Hauptschiff der Kirche befand, wieder aufgestellt.

## Umgebung

### Hospitalviertel
Geschichte
Das Dominikanerkloster bildete das Zentrum der vom Grafen Ulrich V. von Württemberg gegründeten Neuen Vorstadt, die auch als Turnieracker-Vorstadt, dann auch Obere Vorstadt oder Reiche Vorstadt und nach der Klosterkirche, die Maria gewidmet worden war, Liebfrauenvorstadt bezeichnet wurde. Das Viertel wurde nach dem Vorbild von Turin schachbrettartig angelegt, eine Struktur, die sich bis heute erhalten hat. Es umfasste eine Fläche, die im Wesentlichen dem Dreieck zwischen der Fritz-Elsas-Straße im Südwesten, der Schloßstraße im Nordwesten und der Theodor-Heuss-Straße im Südosten entspricht.
Im Zuge der Reformation hob Herzog Ulrich von Württemberg das Dominikanerkloster auf und übergab das Klostergebäude der Stadt mit der Auflage, dort ein Hospital für Alte und Arme einzurichten. Daraufhin wurde das 170 Jahre alte Spital am Obertor, am heutigen Wilhelmsbau, hierher verlegt und die Kirche in Hospitalkirche umbenannt. Das umliegende Stadtgebiet wurde nun Spitalvorstadt genannt, später Spitalviertel oder Hospitalviertel.
Bei den Novemberpogromen 1938 wurde die Alte Synagoge in der Hospitalstraße 36 zerstört. Im Zweiten Weltkrieg fielen außer der Hospitalkirche und dem ehemaligen Klostergebäude die meisten der alten Fachwerkhäuser des Viertels den Bomben zum Opfer, so dass nach dem Krieg fast das komplette Viertel neu aufgebaut werden musste. 1952 wurde wieder eine Synagoge am alten Standort errichtet. Das zerstörte ehemalige Dominikanerkloster wurde durch den 1960 fertiggestellten (alten) Hospitalhof ersetzt. Das übrige Viertel wurde durch eine Mischbebauung mit Wohn-, Geschäfts- und Bürohäusern neu aufgebaut. Eines der letzten alten Gebäude, das mindestens 350 Jahre alte Wengerterhaus in der Firnhaberstraße 1, wurde 2012 zugunsten eines modernen Investitionsprojekts der Abrissbirne preisgegeben.
|  |  |  |

Gegenwart
Von den etwa 80 Gebäuden des Hospitalviertels wurden zwei vor dem Zweiten Weltkrieg erbaut: das Haus der Wirtschaft und das Haus Büchsenstraße 28 (siehe unten, Gebäude C). Nur diese zwei haben den Krieg und danach den „Abrissfuror“ der Stadt überstanden.
Das Hospitalviertel ist überwiegend ein Büro- und Geschäftsviertel mit Läden, Gaststätten, Hotels, Banken und Versicherungen, Schulen, Behörden- und Verbandssitzen, sozialen, kulturellen und kirchlichen Einrichtungen. Für Anwohner ist die Nähe etwa zur Liederhalle, zur Universität und den Kaufhäusern der Innenstadt attraktiv. Nachtschwärmer haben es nicht weit zur Partymeile an der Theodor-Heuss-Straße.

### Nachbargebäude
Die unmittelbare Umgebung des Hospitalhofs „ist so gesichtslos wie ein x-beliebiges Randquartier der sechzige Jahre“. Sie spiegelt durch das wahllose Nebeneinander verschiedener Baustile den Wildwuchs bei der Entwicklung des Quartiers nach dem Zweiten Weltkrieg wider:
- Das über 100 Jahre alte Gebäude Büchsenstraße 28 (C) wurde von den Architekten Eisenlohr & Weigle „zeitgemäß und modern in einem klassizistisch geprägten Jugendstil“[36] erbaut und ist das Glanzstück unter den Nachbarhäusern des Hospitalhofs.
- Einige Bauten stammen aus den fünfziger Jahren. Sie haben verputzte Fassaden und Ziegelwalmdächer (E, I, L).
- Einige modernere Gebäude haben verputzte Fassaden und Flachdächer (F, G, H, K).
- Ein paar moderne Geschäfts- und Wohnhäuser haben Fassaden aus Sichtbeton (A, B) oder Glas und Metall (D, J).

| | - A - B - C - D - E - F - G - H - I - J - K - L |
| Lageplan des Hospitalhofs und der Nachbargebäude. A bis L: Nachbargebäude (im Uhrzeigersinn). 2-stellige Zahlen: Hausnummern. Dazu Baujahre (falls bekannt). |                                                 |

### Hospitalplatz
Der Hospitalplatz ist der Platz auf der südöstlichen Seite der Hospitalkirche. Hier steht das Reformationsdenkmal. Ein Flügel des Hospitalhofs endet am Hospitalplatz (siehe Lageplan im Abschnitt Grundriss). Die Ruine der Südfassade der Kirche bildet die Grenze zwischen dem Innenhof und dem Hospitalplatz.

## Der alte Hospitalhof

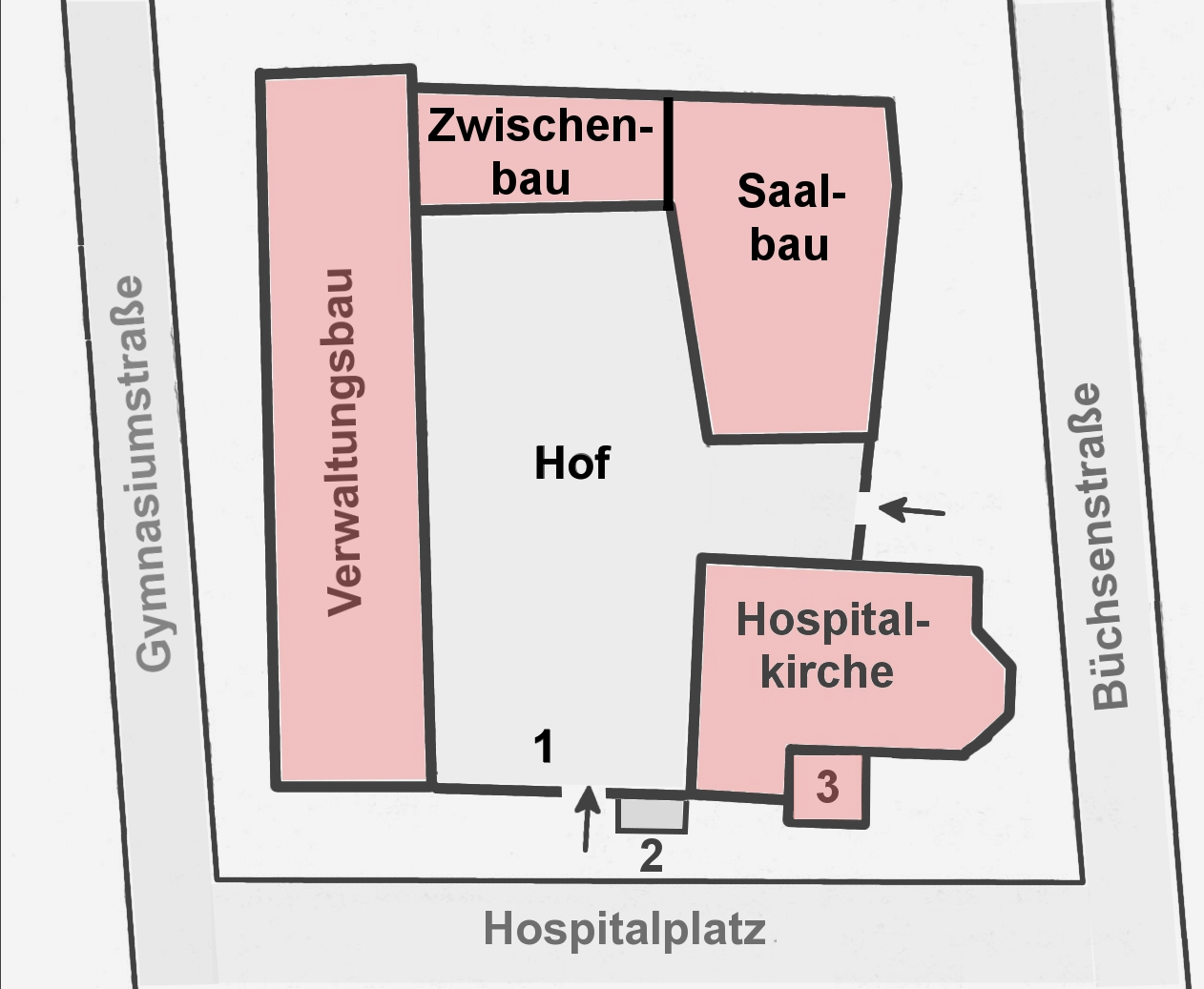
Lageplan alter Hospitalhof

Nach der Zerstörung der Kirche und des ehemaligen Klostergebäudes im Zweiten Weltkrieg (siehe unten) wurden die erhalten gebliebene Westfassade der Kirche und zwei Joche der Südfassade abgerissen, um Platz für ein neues Gebäude zu schaffen. Der alte Hospitalhof wurde über dem Grundriss des ehemaligen Klosters erbaut und im Jahr 1960 fertiggestellt.
Das zweieinhalbflügelige Gebäude bestand aus einem Verwaltungsbau, einem Zwischenbau und einem Saalbau. Der Verwaltungsbau an der Gymnasiumstraße erstreckte sich als fünfstöckiges Gebäude über die ganze Länge des Blocks. Er war über den zweistöckigen Zwischenbau mit dem halb so langen Saalbau an der Büchsenstraße verbunden, der den Gemeindesaal beherbergte und fast die Höhe des Verwaltungsbaus erreichte. Zwischen Gemeindesaal und Kirche lag (wie auch heute wieder) der Eingang zum Innenhof.

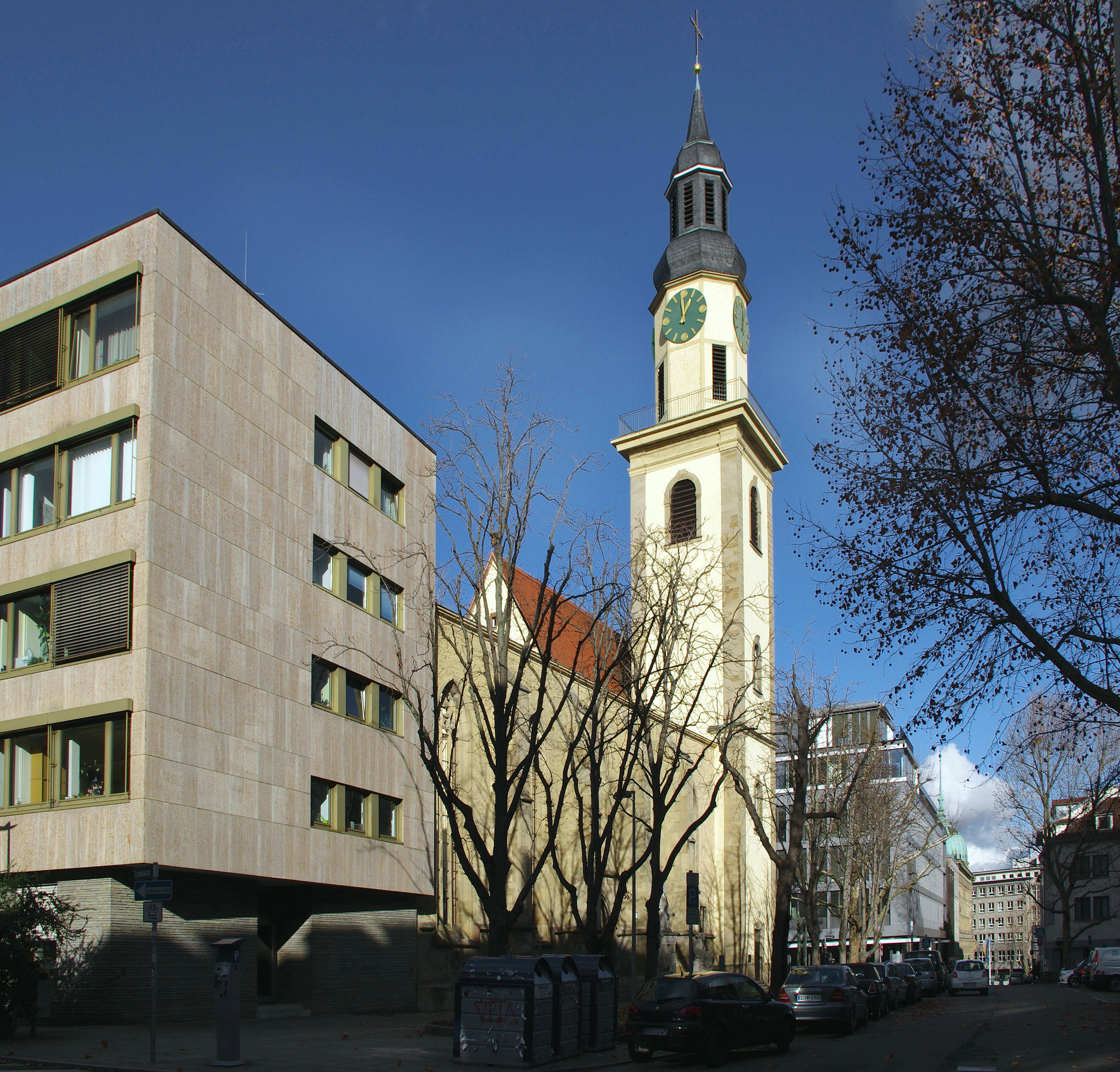
Verwaltungsgebäude und Hospitalkirche
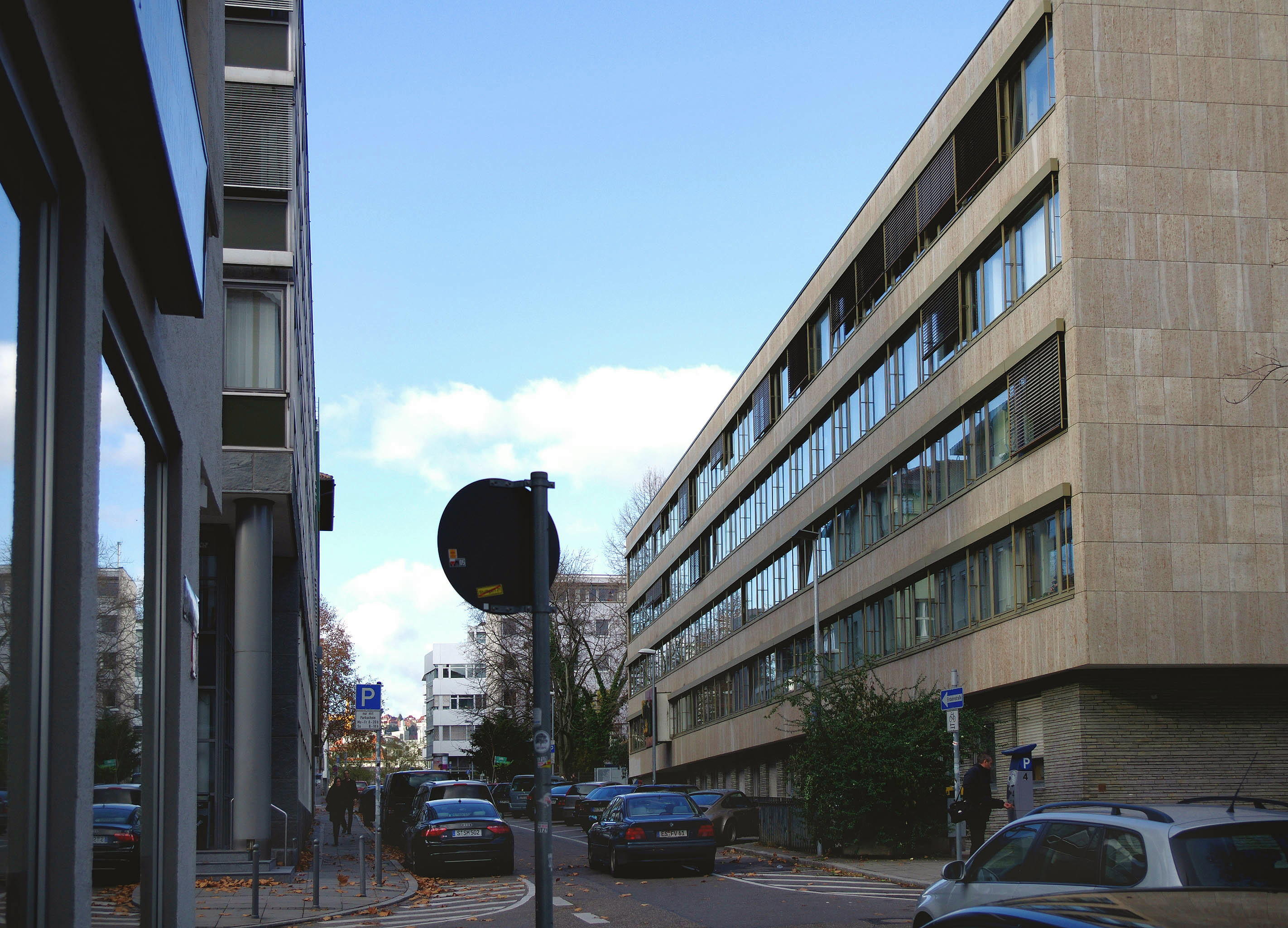
Verwaltungsgebäude
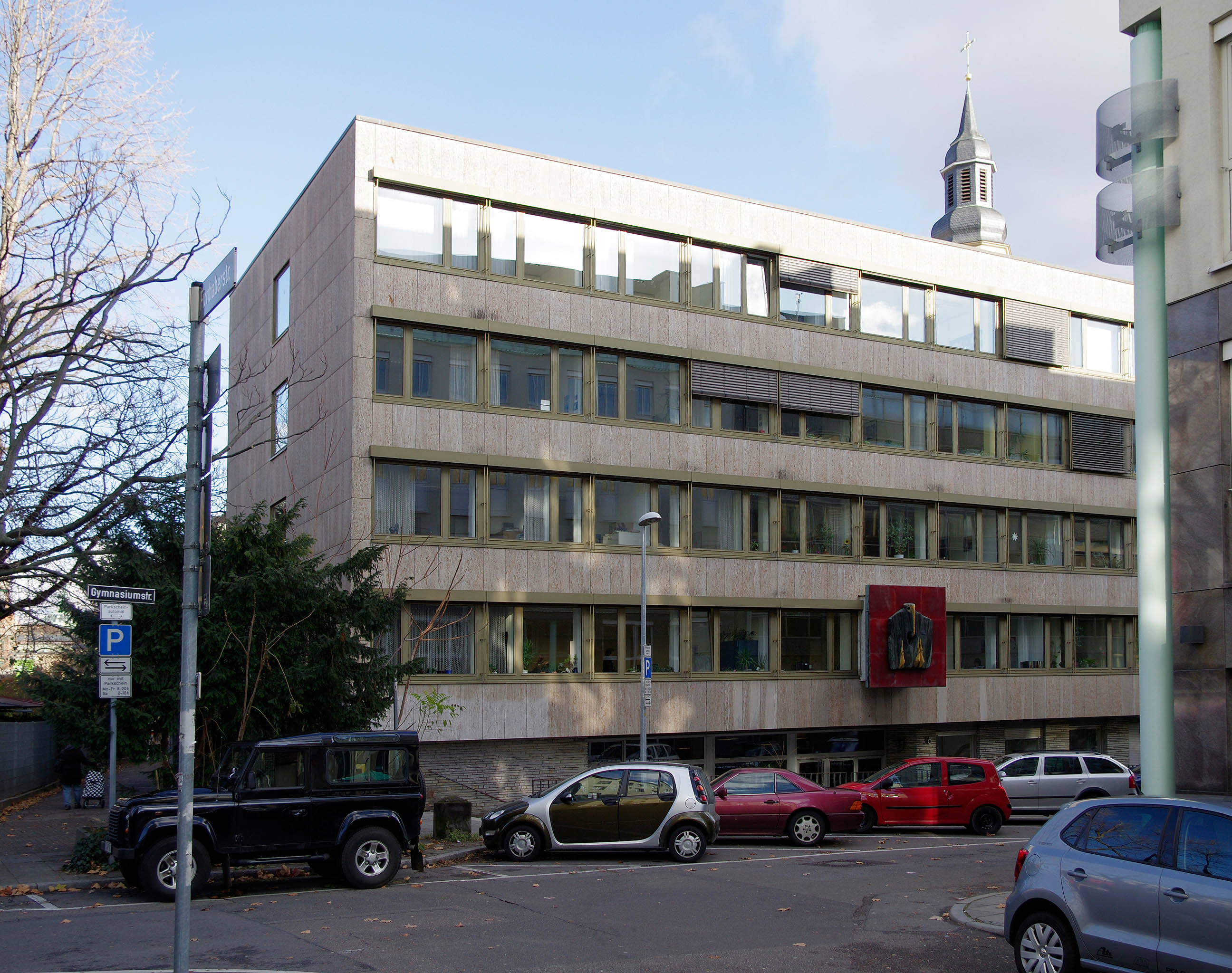
Verwaltungsgebäude mit Haupteingang
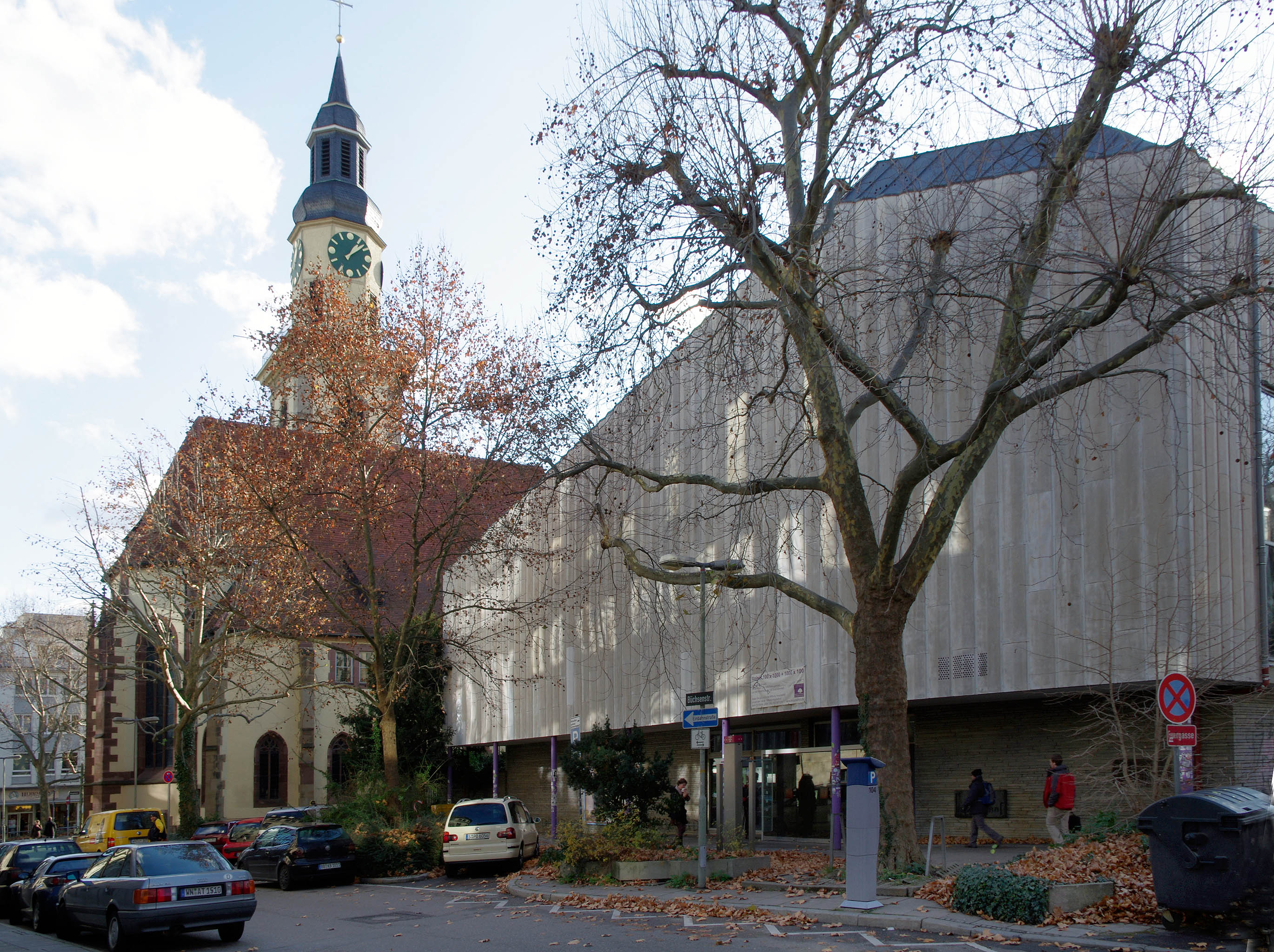
Hospitalkirche und Saalbau
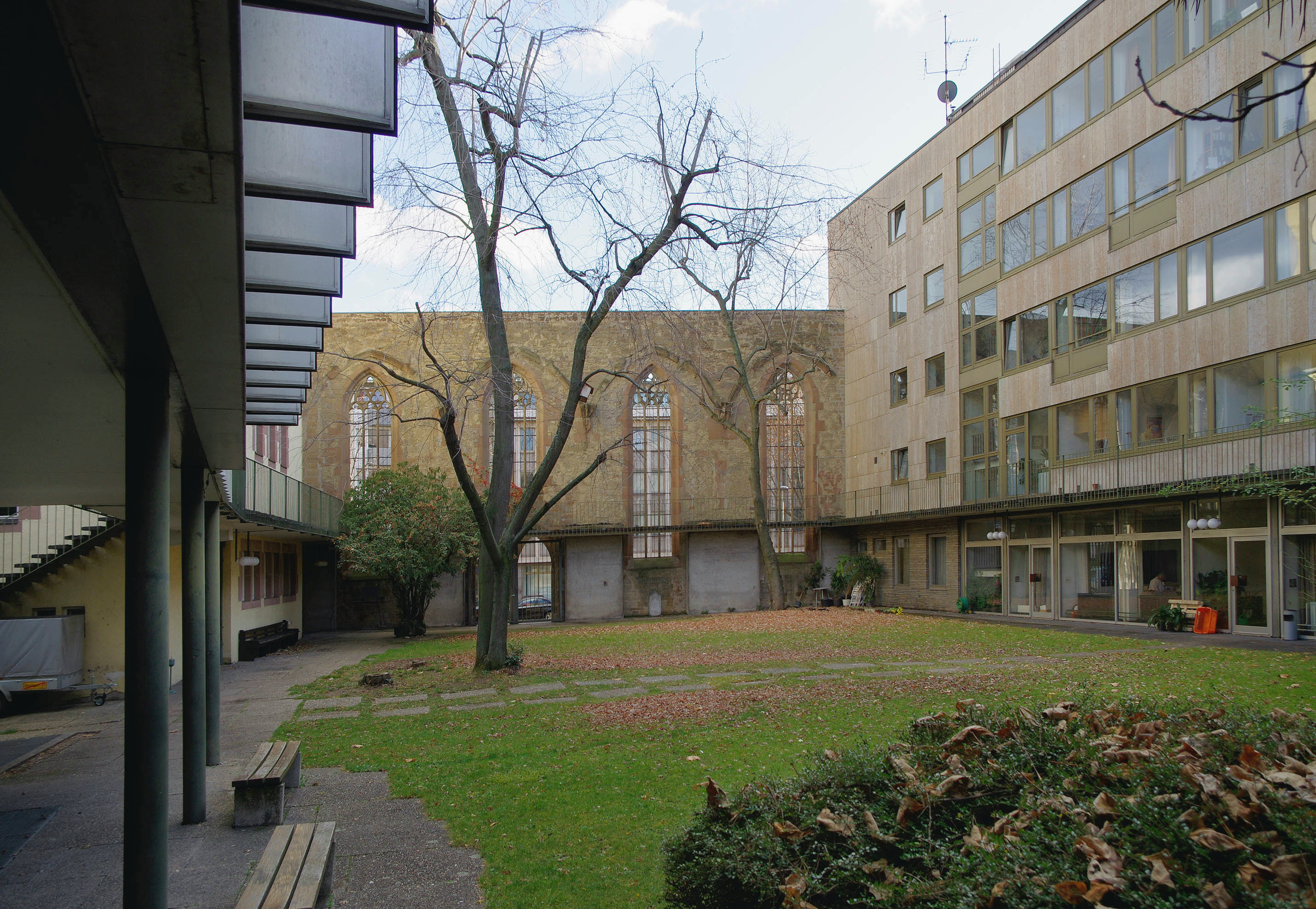
Innenhof
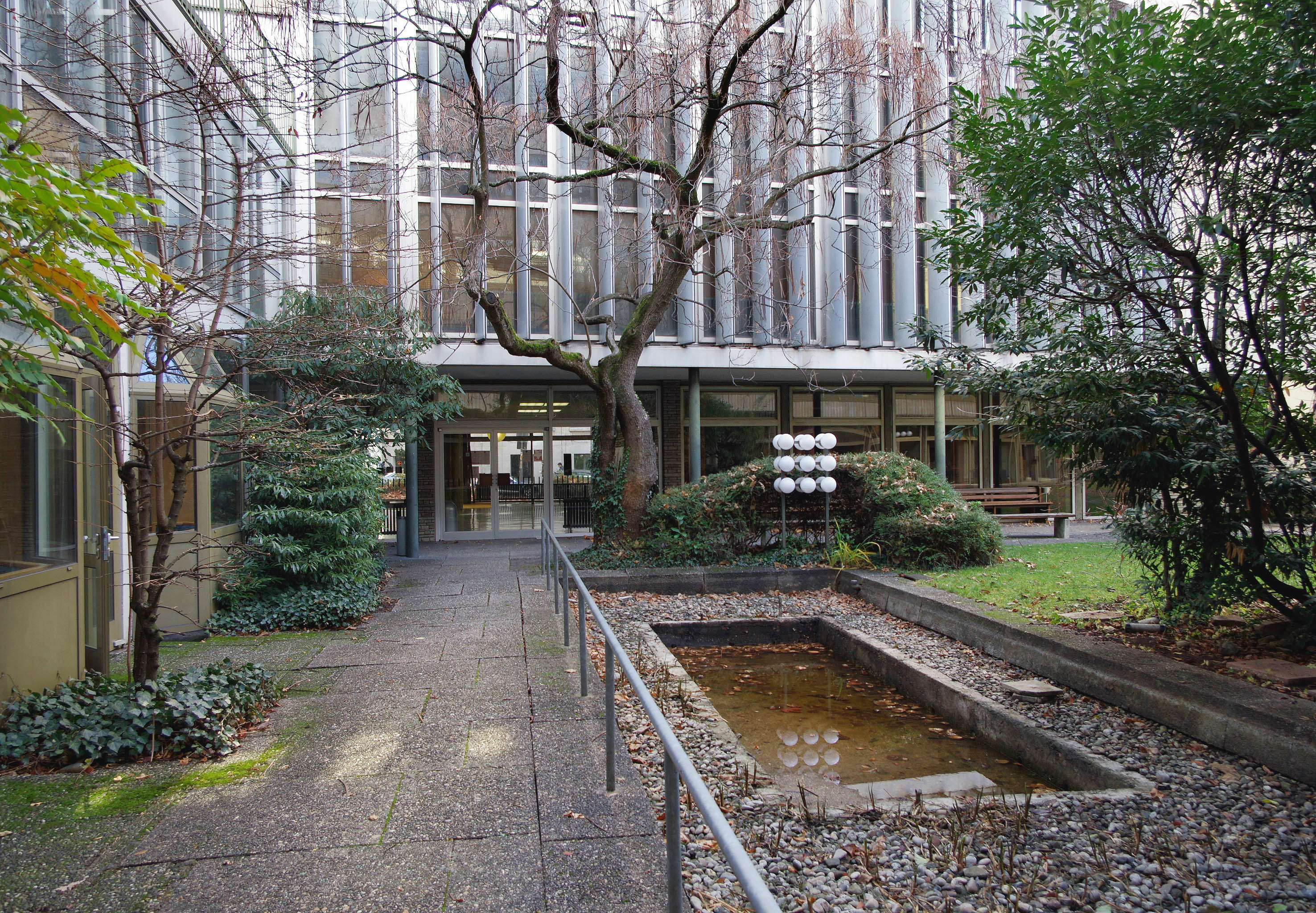
Innenhof

## Geschichte
Der neue Hospitalhof von 2014 steht wie zuvor der alte Hospitalhof von 1960 auf dem Grund eines ehemaligen Dominikanerklosters, das in einem zentralen Geviert des schachbrettartig angelegten Hospitalviertels lag und sich um einen rechteckigen Klosterhof gruppierte. Der Klosterhof war von vier Kreuzgangflügeln umgeben, der südliche Flügel war mit dem Langhaus der Hospitalkirche verbunden.

### Kirche und Dominikanerkloster

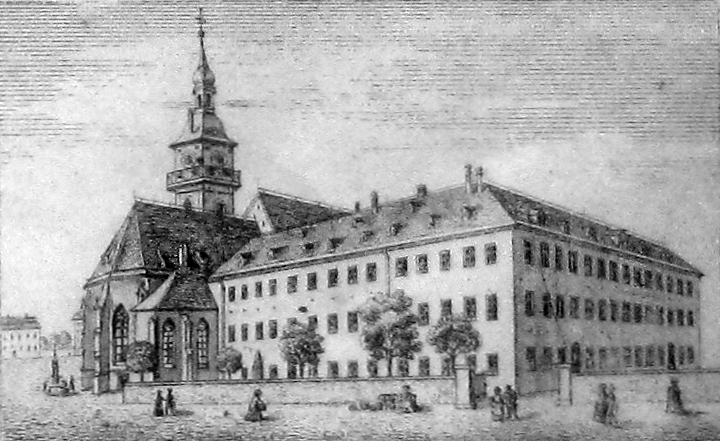
Ansicht der Hospitalkirche und des ehemaligen Klosters von Norden, 1850

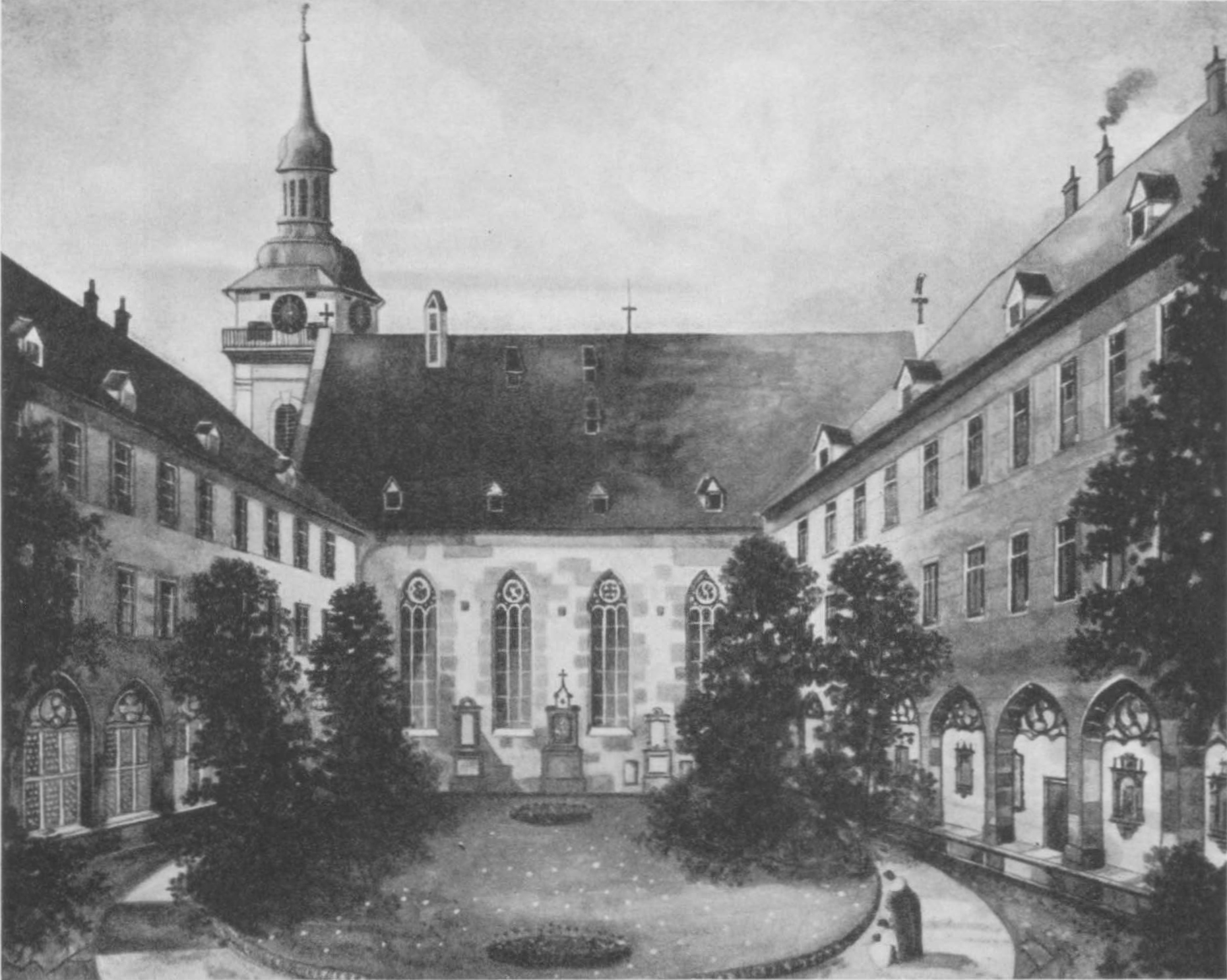
Ansicht vom nördlichen Kreuzgang aus, 1900

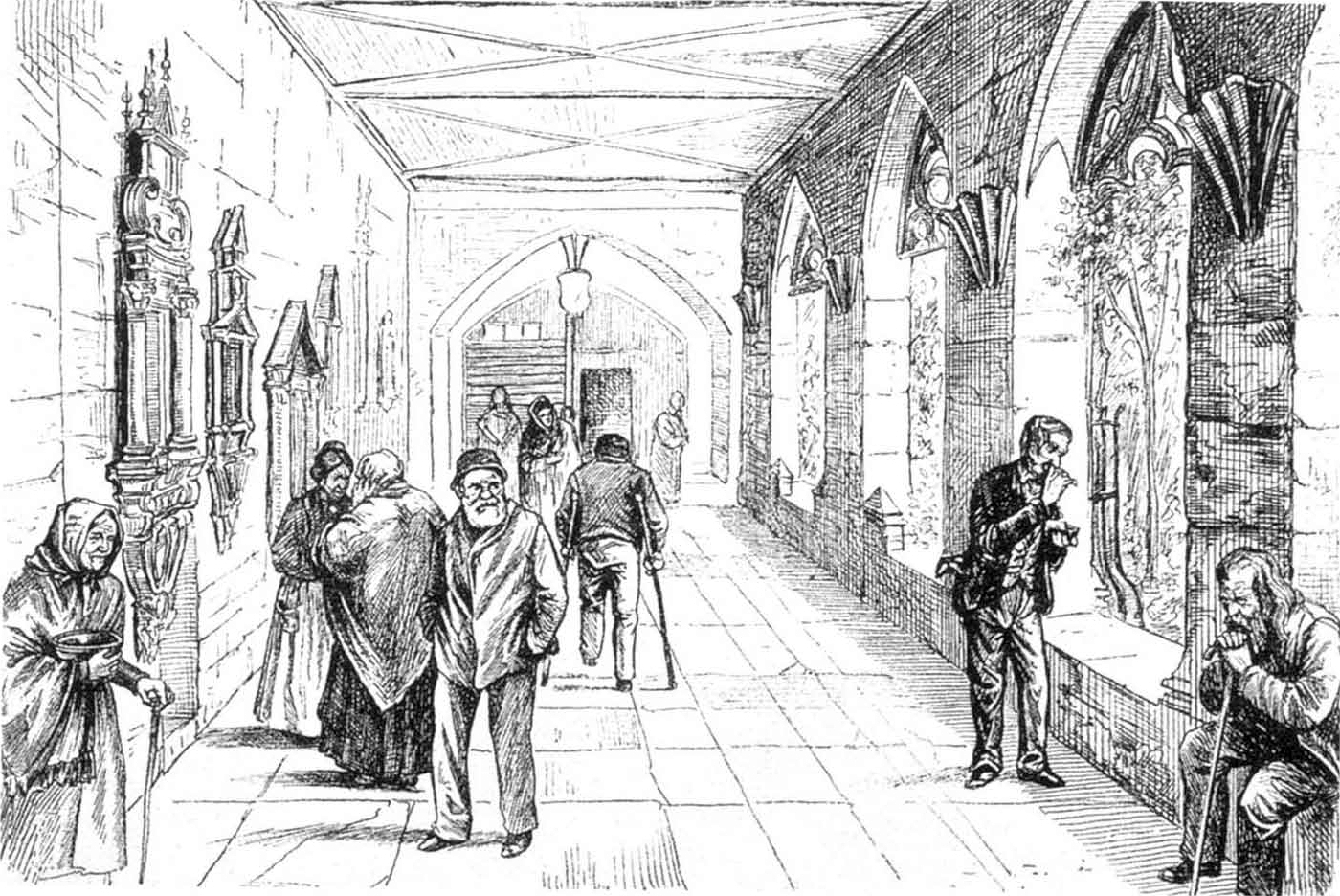
Bürgerhospitaliten beim Luftschnappen im Kreuzgang, 1850

Stifter der Hospitalkirche und des zugehörigen Dominikanerklosters war Graf Ulrich der Vielgeliebte. Die Hospitalkirche ging aus der kleinen, 1470 errichteten Kapelle „Unserer lieben Frauen“ hervor und erhielt ihren Namen „Unserer lieben Frau und dem heiligen Ulrich“ nach dieser Kapelle und Graf Ulrichs Namenspatron.
Als das Dominikanerkloster 1473 gegründet wurde, war nur der Chor der Kirche fertiggestellt, erst 1493 wurde der Bau der Kirche abgeschlossen. Die Kirche hatte keinen Turm, sondern nur einen Dachreiter über dem Chordach, wie das bei Kirchen von Bettelorden üblich war. Erst 1730–1738 wurde ein Turm an die Kirche angebaut. Das Kloster wurde ebenfalls 1473 eröffnet, aber erst 1504 fertiggestellt.

### Säkularisation
Nach der Einführung der Reformation in Württemberg wurde 1536 die Klosterkirche in eine evangelische Kirche umgewandelt. Das Kloster wurde säkularisiert und von Graf Ulrich der Stadt übereignet mit der Auflage, in den Klostergebäuden das St. Katharinenhospital unterzubringen. Dieses war bisher in einem Gebäude in der Breiten Straße untergebracht, das „sehr eng und feuershalber ganz gefährlich gelegen“ war und nicht erweitert werden konnte. Nach dem Einzug des Hospitals wurde die Kirche in Hospitalkirche umbenannt.

### 19. Jahrhundert
1820 wurde der Grundstein für ein neues Krankenhaus gelegt und das bisherige St. Katharinenhospital in Bürgerhospital umbenannt, so dass das neue Krankenhaus auf den Namen der verstorbenen Königin Katharina getauft werden konnte.
1892–1894 wurde anstelle des Bürgerhospitals, das in den Jahren 1839 bis 1844 baulich erneuert und vergrößert worden war und teilweise einen dritten Stock erhalten hatte, ein Neubau zwischen der Tunzhofer Straße und der Wolframstraße errichtet. Schon vorher hatte die Stadt in den Klosterflügeln Kanzleien eingerichtet, „von 1895 bis 1922 war darin das Stadtpolizeiamt Stuttgart untergebracht, nachher das Landeskriminalpolizeiamt Abt. II des Polizeipräsidiums Stuttgart“. 1895 wurde im ehemaligen Kloster auch ein städtisches Polizeigefängnis eingerichtet, die sogenannte „Büchsenschmiere“, die in der Zeit des Nationalsozialismus zu grausamer Berühmtheit gelangte.
1917 wurde an der Südfassade der Kirche aus Anlass der Vierhundertjahrfeier von Luthers Thesenanschlag das Reformationsdenkmal errichtet.

### Altes Lapidarium
Um die Wende vom 19. zum 20. Jahrhundert wurden in der Stuttgarter Altstadt rund 200 Häuser abgebrochen, um die Altstadt zu sanieren und Platz für Neubauten zu schaffen. Bei den Abbrucharbeiten wurden die künstlerisch wertvollen Bauteile gesammelt und ab 1905 im Kreuzgang des ehemaligen Dominikanerklosters magaziniert. Damit wurde das erste städtische Lapidarium begründet.

### Zeit des Nationalsozialismus

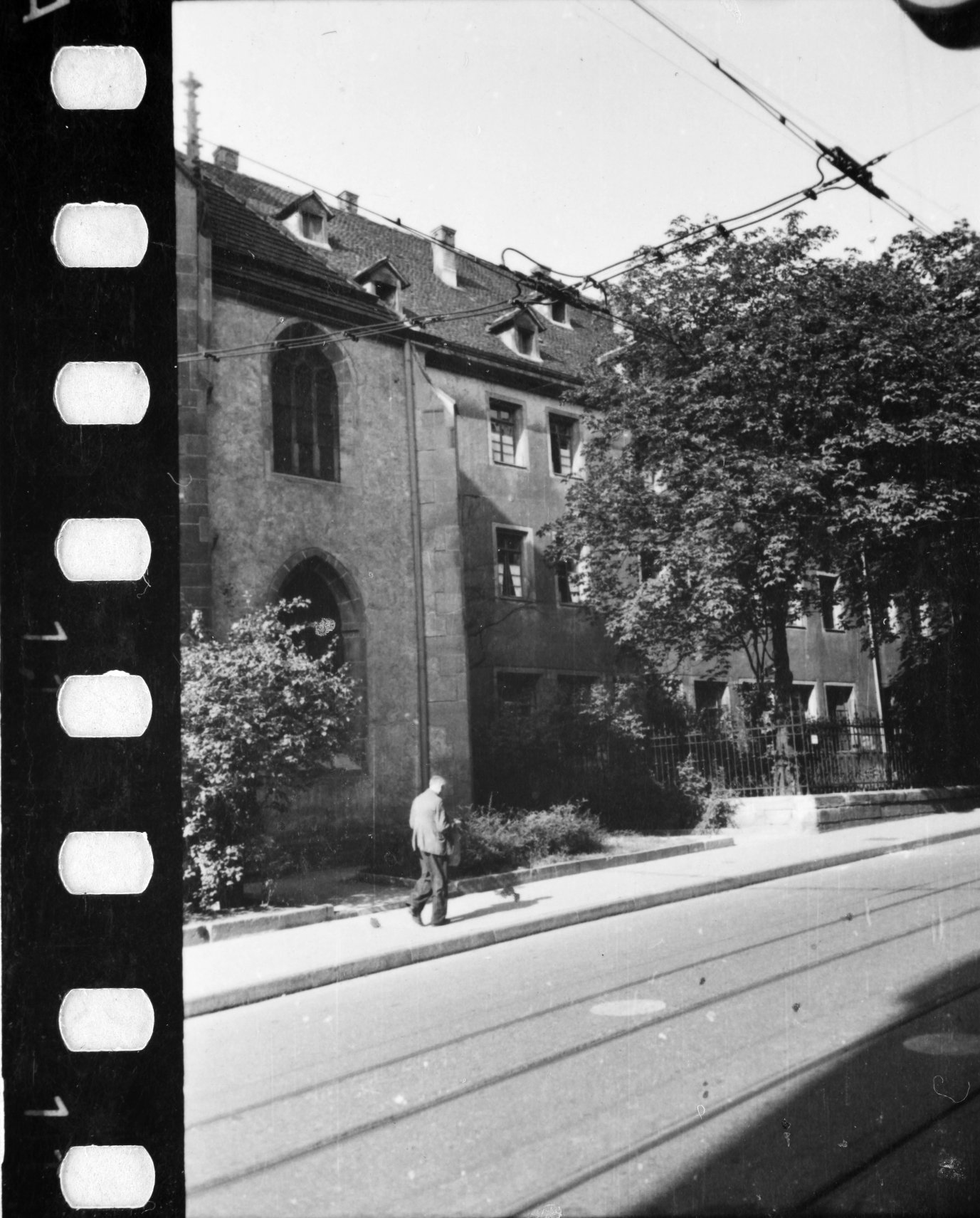
Polizeipräsidium und Gefängnis in der Büchsenstraße 37 (1942)

In der Büchsenstraße befand sich der Hauptsitz der Kriminalpolizei, das Polizeipräsidium und ein Polizeigefängnis. In dem Gefängnis wurden nach jüdische Bürger, Sinti und Roma, Kommunisten und andere aus politischen Gründen verfolgte Personen, Homosexuelle sowie missliebige Christen inhaftiert, verhört und gequält. Bekannte Häftlinge waren unter anderem Karl Adler und Lina Haag. Im Herbst 1938 wurden die in Stuttgart und Umgebung lebenden Juden polnischer Staatsangehörigkeit in dieses Gefängnis gebracht, um sie anschließend nach Polen abzuschieben. Während des Krieges wurden Sinti und Roma inhaftiert, die dann in Konzentrations- und Vernichtungslager im Osten deportiert wurden.

### Kriegszerstörung
Im Zweiten Weltkrieg wurden die Hospitalkirche und die verbliebenen ehemaligen Klostergebäude in der Nacht vom 12. zum 13. September 1944 großenteils zerstört. Von der Hospitalkirche blieben lediglich die Chorwände, die Südfassade, die Westfassade und ein Teil des Turmes einigermaßen erhalten. Auch die Lapidariumsbestände gingen bis auf wenige Objekte verloren.

### Wiederaufbau
Nach dem Zweiten Weltkrieg wurde die weitgehend zerstörte Leonhardskirche bis 1950 wieder aufgebaut, während das Schicksal der Hospitalkirche ungewiss blieb. Die erhalten gebliebenen Segmente des Chorgestühls mit 57 von ursprünglich 87 Sitzen wurden in der Leonhardskirche aufgestellt, wo sie auch nach dem Teilwiederaufbau der Hospitalkirche weiterhin verblieben.
Erst 1956 wurde der Teilwiederaufbau der Hospitalkirche nach Plänen von Rudolf Lempp und die Errichtung des (alten) Hospitalhofs nach den Plänen von Wolf Irion (1909–1981) beschlossen. Die beiden Bauprojekte wurden im Jahr 1960 abgeschlossen.

### Neuer Hospitalhof
Basisliteratur: #Bachmann 2014, #Bartetzko 2014, #Jaeger 2014, #Lederer 2014.1, #Sayah 2014.

Fotos, Pläne: #Bachmann 2014, #Holl 2014, #MG 2014, #Renninger 2014.
- Augenschmaus. In: AIT. Architektur, Innenarchitektur, technischer Ausbau, 2014, Heft 5, S. 12–13.
- Im neuen Gewand. Mittelalter und Moderne. In: Deutsches Architektenblatt, Band 46, 2014, Heft 4, S. 8, online.
- Wolfgang Bachmann: Verwaltungsgebäude der evangelischen Gesamtkirche Stuttgart. In: Bauwelt, Heft 25, 4. Juli 2014, S. 15–23 (PDF; 3 MB.)
- Dieter Bartetzko: Was man in Stuttgart lernen kann. In: Frankfurter Allgemeine Zeitung, Nr. 144, 25. Juni 2014, S. 13.
- Thomas Faltin: Ein Taufstein aus dem Wald. In: Stuttgarter Zeitung, Nr. 211, 12. September 2014, S. 21.
- Achim Geissinger: Stuttgart. Evangelisches Bildungszentrum Hospitalhof. In: Deutsche Bauzeitung, Band 148, 2014, Heft 7–8, S. 65.
- (gös): Hospitalkirche erhält historischen Taufstein zurück. In: Stuttgarter Nachrichten, Nr. 229, 4. Oktober 2014, S. 22.
- Nicole Höfle: Hospitalkirche Stuttgart: Webcam auf die Hospitalkirche stuttgarter-zeitung.de, 28. Februar 2012.
- Nicole Höfle: Interview [mit Monika Renninger] zum Hospitalhof in Stuttgart. „Man weiß auch ohne Kreuz, wo man ist“. stuttgarter.zeitung.de, 24. April 2014, online.
- Nicole Höfle: Der neue Hospitalhof atmet Geschichte. In: Stuttgarter Zeitung, Nr. 83, 9. April 2014, S. 23.
- Christian Holl: Formal, Functional, Friendly. Hospitalhof in Stuttgart by Lederer Ragnarsdóttir Oei. Stuttgart 2014.
- in (Zeitschrift des Evangelischen Kirchenkreises Stuttgart), Nr. 62, April 2014.
- Falk Jaeger: Die Antwort ist verblüffend. Der neue Hospitalhof weckt Erinnerungen an das ehemalige Dominikanerkloster. In: Stuttgarter Nachrichten, Nr. 108, 12. Mai 2014, S. 13, online (mit anderer Überschrift).
- Arno Lederer, Jórunn Ragnarsdóttir, Marc Oei: Lederer Ragnarsdóttir Oei 1. Berlin 2012.
- Arno Lederer: Neubau Hospitalhof. In: #Renninger 2014, S. 4–7.
- Arno Lederer: Präsentationstafeln für die Ausstellung zur Eröffnung des Hospitalhofs im Frühjahr 2014. Stuttgart 2014.
- (MG): Hospitalhof in Stuttgart. In: Detail. Zeitschrift für Architektur + Baudetail, 2014, Heft 7/8, S. 739–745, 829.
- Monika Renninger (Redaktion); Rolf Ahlrichs (Redaktion): Der neue Hospitalhof. Stuttgart 2014.
- Amber Sayah: Der neue Hospitalhof. Haus mit Gedächtnis. In: Stuttgarter-Zeitung.de. 16. April 2014.

### Geschichte
Basisliteratur: #Sauer 1993.1, #Wais 1956.
- Hospitalkirche. Landesamt für Denkmalpflege Baden-Württemberg, Datenbank Bauforschung/Restaurierung, 2012, online.
- Otto Borst: Stuttgart. Die Geschichte der Stadt. Stuttgart 1973, S. 59–64.
- Hartmut Ellrich: Das historische Stuttgart. Bilder erzählen. Petersberg 2009, S. 102–103.
- Ev. Pfarramt der Hospitalkirche Stuttgart (Hrsg.): Festschrift zur Einweihung der wiedererbauten Hospitalkirche Stuttgart am 21. Februar 1960. Stuttgart [1960].
- Harald Möhring: Ev. St. Leonhardskirche Stuttgart. München 1984.
- Bernhard Neidiger: Kirchliches Leben im spätmittelalterlichen Stuttgart. In: Rottenburger Jahrbuch für Kirchengeschichte, Band 17, 1998, S. 213–228, hier: 220–228 (Geschichte der Dominikaner in Stuttgart).
- Bernhard Neidiger: Württembergisches Klosterbuch. Klöster, Stifte und Ordensgemeinschaften von den Anfängen bis in die Gegenwart. Ostfildern 2003, S. 467–468.
- Winfried Nerdinger: Drinnen ist anders als draussen. Lederer, Ragnarsdóttir, Oei. Ausstellung in der Architektur-Galerie am Weißenhof. Baunach 2001.
- Paul Sauer: 500 Jahre Hospitalkirche. Stuttgart 1993.
- Paul Sauer: Die Bedeutung des Hospitalviertels für Stuttgarts Geschichte, Gegenwart und Zukunft. Rede in der Hospitalkirche am 18. Juli 2003 anlässlich des Stadtteilfests im Hospitalviertel. Stuttgart 2003.
- Gerda Strecker (Redaktion), Helmut A. Müller (Hrsg.): 500 Jahre Hospitalkirche Stuttgart. Vom Dominikanerkloster zur Kirche in der City. Stuttgart 1993.
- Gustav Wais: Alt-Stuttgarts Bauten im Bild. 640 Bilder, darunter 2 farbige, mit stadtgeschichtlichen, baugeschichtlichen und kunstgeschichtlichen Erläuterungen. Stuttgart 1951, Nachdruck Frankfurt am Main 1977, S. 66–71, Nr. 48–52.
- Gustav Wais: Städtisches Lapidarium (Mörikestraße 24). In: Stuttgarts Kunst- und Kulturdenkmale. 25 Bilder mit stadtgeschichtlichen, baugeschichtlichen und kunstgeschichtlichen Erläuterungen. Stuttgart [1954].
- Gustav Wais: Alt-Stuttgart. Die ältesten Bauten, Ansichten und Stadtpläne bis 1800. Mit stadtgeschichtlichen, baugeschichtlichen und kunstgeschichtlichen Erläuterungen. Stuttgart 1954.
- Gustav Wais: Die St.-Leonhardskirche und die Hospitalkirche zu Stuttgart. Eine Darstellung der beiden gotischen Kirchen mit baugeschichtlichen und kunstgeschichtlichen Erläuterungen. Stuttgart 1956 (mit Literaturliste).